# Detroit Red Wings
Die Detroit Red Wings (IPA: [diˈtɹɔɪt ɹɛd wɪŋs]) sind ein US-amerikanisches Eishockeyfranchise der National Hockey League aus Detroit im Bundesstaat Michigan. Es wurde am 25. September 1926 gegründet und nahm zur Saison 1926/27 den Spielbetrieb auf. Die Red Wings sind das Nachfolgeteam der von 1926 bis 1930 bestehenden Detroit Cougars sowie der von 1930 bis 1932 bestehenden Detroit Falcons und gehören zu den sogenannten „Original-Six“-Teams der NHL. Die Teamfarben sind seit 1928 Rot und Weiß.
Der Verein trug bis 2017 seine Heimspiele in der Joe Louis Arena aus und ist seit dem Start der Saison 2017/18 in der neu erbauten Little Caesars Arena beheimatet. Mit insgesamt elf Stanley-Cup-Siegen sind die Red Wings das erfolgreichste aus den Vereinigten Staaten stammende Franchise der gesamten Liga. Die Franchise-Geschichte der Red Wings ist von Höhen und Tiefen geprägt. Nachdem das Team die schwierigste Zeit der Liga, als nur sechs Mannschaften am Spielbetrieb teilnahmen, zwischen 1943 und 1967 schadlos überstanden hatte, fiel das Franchise bis in die 1980er Jahre hinein in ein tiefes Loch. Mitte der 1990er Jahre etablierte sich die Mannschaft jedoch wieder unter den besten Teams der Liga, wo sie sich bis in die 2010er Jahre halten konnte.

## Geschichte

### Anfänge (1926 bis 1942)

Das Logo der Detroit Cougars

1926 hatte eine Investorengruppe aus Detroit, angeführt durch den Sportjournalisten Charles Hughes, die Idee eine Eishockeymannschaft in der Stadt zu installieren, die in der National Hockey League spielen sollte. Durch die Auflösung der Western Canada Hockey League (WCHL) konnten sie für einen Kaufbetrag von 100.000 US-Dollar sowie weiteren 100.000 US-Dollar als Ligagebühr die Rechte an den Victoria Cougars erwerben. Die Cougars waren das letzte Team, das nicht aus der NHL kam, das 1925 den Stanley Cup gewann. In Anlehnung an diese Mannschaft wurde das Team Detroit Cougars genannt. Da es in Detroit kein Eisstadion gab, spielte man im ersten Jahr noch im kanadischen Windsor, Ontario in der Border Cities Arena.
Zur Saison 1927/28 konnte in Detroit im neu erbauten Detroit Olympia gespielt werden, das bis 1979 die Heimat des Teams bleiben sollte. Hinter der Bande stand Jack Adams, der als Trainer und General Manager in den kommenden 36 Jahren zur bestimmenden Person im Team werden sollte.
Sportlich taten sich die Cougars schwer und nach der ersten Playoff-Teilnahme 1928 gab es 1930 eine Zeitungsumfrage in der die Leser einen neuen Mannschaftsnamen bestimmen sollten. Die Wahl fiel schließlich auf Detroit Falcons. Der sportliche Erfolg blieb aus und es stand aufgrund der Weltwirtschaftskrise auch sehr schlecht um die Finanzen. Neben der NHL hatte sich mit der American Hockey League eine weitere Eishockeyliga etabliert. Um diese aus dem Weg zu räumen, vermittelte NHL-Präsident Frank Calder ein Geschäft mit James E. Norris, dem Besitzer der Chicago Shamrocks aus der AHL. Er überzeugte die anderen NHL-Teams von seiner Idee, dass die Shamrocks und die Falcons fusionieren und in der NHL spielen sollten. Norris kaufte das bankrotte Team 1932 und fusionierte es mit seinen Shamrocks. Norris, der früher selbst mit der Montreal Amateur Athletic Association gespielt hatte, erinnerte sich an das Logo der MAAA, die auch Winged Wheelers genannt wurden und brachte es in Bezug zur Automobilstadt Detroit. Aus diesen Überlegungen entstand der neue Name Detroit Red Wings und auch das noch heute bekannte Logo.
Bereits in der ersten Spielzeit gewannen die Red Wings ihre erste Playoff-Serie und kamen bis ins Halbfinale.
Die Saison 1933/34 wurde erstmals die reguläre Saison als Tabellenführer der American Division abgeschlossen. Das Team schaffte es in die Finalspiele um den Stanley Cup, musste sich dort den Chicago Black Hawks geschlagen geben, die zum ersten Mal den Titel gewannen. 1936 gewann das Team, neben dem Sieg in der American Division, den Stanley Cup durch einen Finalsieg gegen die Toronto Maple Leafs. Im Jahr darauf konnte das Team um Ebbie Goodfellow, Marty Barry und Larry Aurie den Titel verteidigen. Es folgten wieder einige weniger erfolgreiche Jahre, bevor nach verlorenen Finalserien 1941 und 1942 die Ära der „Original Six“ eintrat.

### Die Jahre der „Original Six“ (1943 bis 1966)

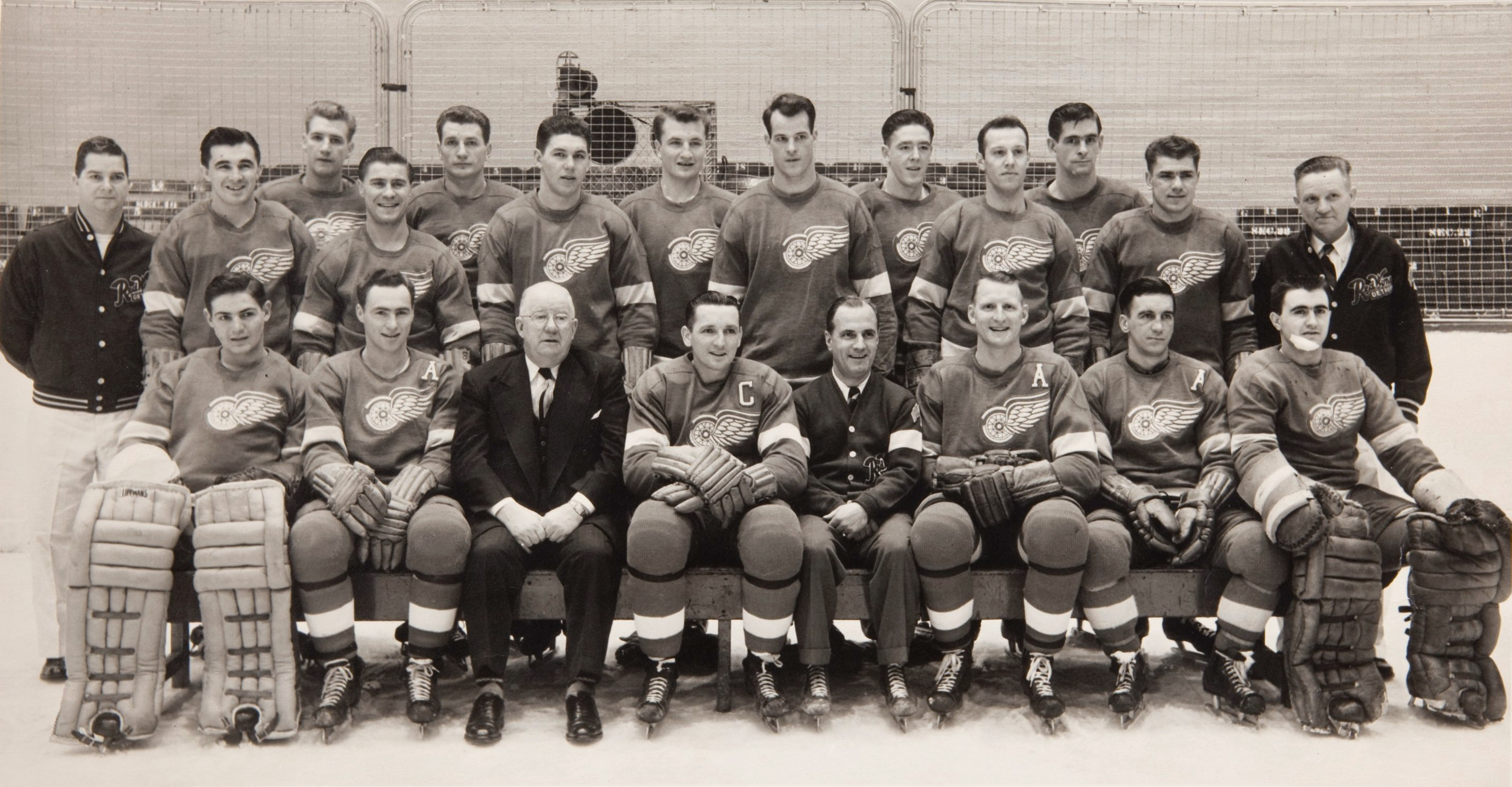
Mannschaft der Detroit Red Wings 1952

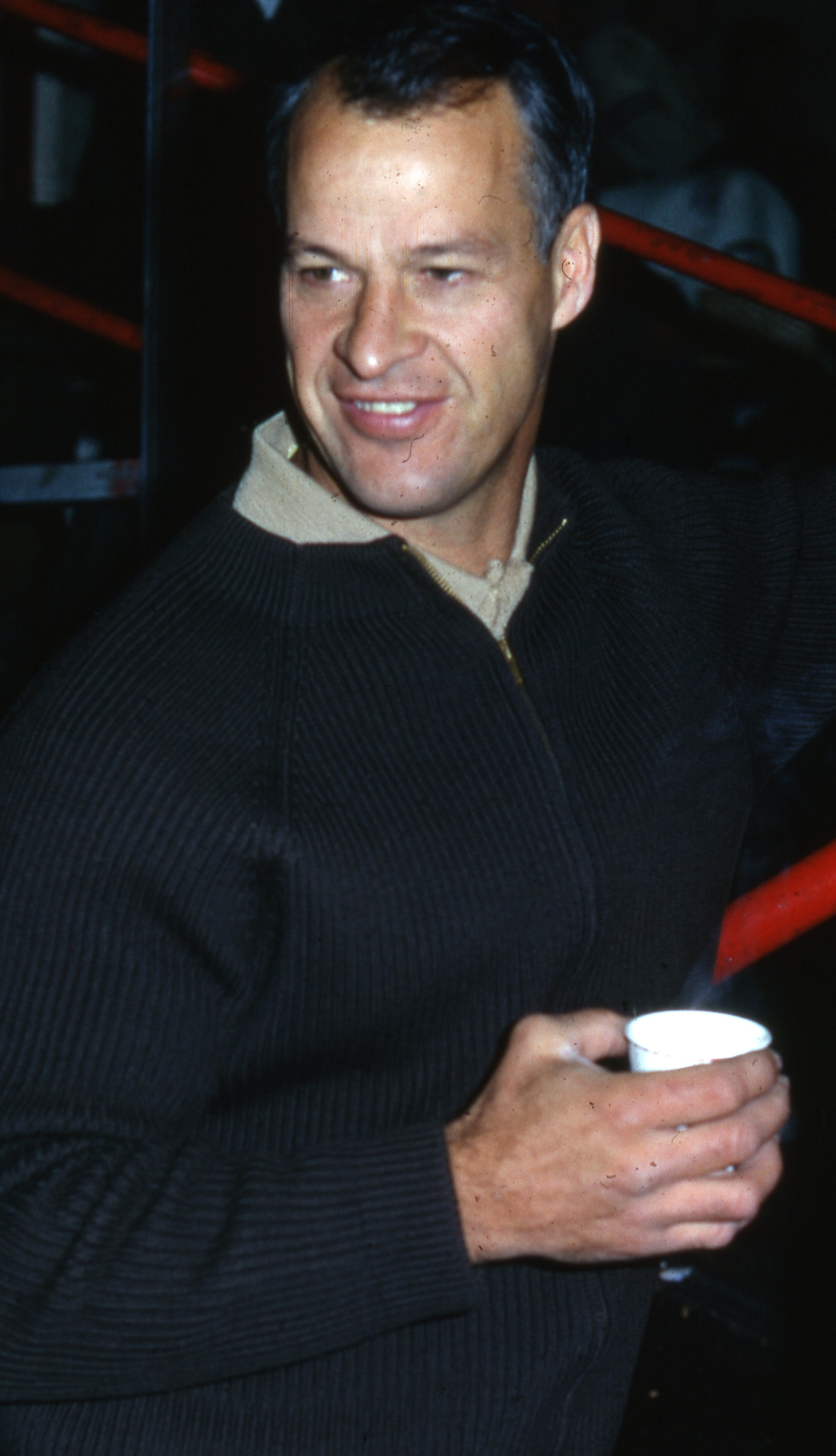
Gordie Howe (etwa 1966)

Nachdem sich die Brooklyn Americans zurückgezogen hatten, spielten für die kommenden 24 Jahre nur sechs Teams in der NHL. In diese Ära starteten die Wings mit ihrem dritten Gewinn des Stanley Cups. Das Team um Sid Abel, Don Grosso und Mud Bruneteau besiegte die Boston Bruins in der Finalserie mit 4:0. Beeindruckend war hierbei die Leistung von Torhüter Johnny Mowers, der bei beiden Spielen in Boston kein Gegentor zuließ. Auch in den kommenden Jahren qualifizierte sich das Team stets für die Playoffs. Zur Saison 1946/47 trat ein neuer Superstar auf die Bühne der Red Wings: Gordie Howe, ein junger Rechtsaußen aus der kanadischen Provinz Saskatchewan, konnte in seinen ersten Jahren allerdings noch nicht vollends zeigen, was die Wings in den kommenden Jahren an ihm haben würden. Dieses Jahr war auch das letzte Jahr von Jack Adams als Trainer. 15 Jahre hatte er diese Tätigkeit ohne Vertrag ausgeübt. Nun konzentrierte er sich auf seine Arbeit als General Manager.
Ab der Saison 1947/48 bildete Gordie Howe mit Sid Abel und Ted Lindsay die „Production Line“, eine der besten Sturmreihen ihrer Zeit. Die drei brachten die Wings zweimal in die Finalserie, doch beide Male unterlag das Team den Toronto Maple Leafs. 1950 wurde der vierte Titel gewonnen. Sid Abel, der nach Chicago wechselte, wurde durch Alex Delvecchio ersetzt. Das Team, im Tor nun verstärkt durch Terry Sawchuk, war zu dieser Zeit mit das stärkste in der NHL. Es folgten die Stanley-Cup-Siege in den Jahren 1952, 1954 und 1955, bei denen man jeweils im Finale gegen die Canadiens de Montréal gewann. Ebenfalls 1955 übernahm Bruce Norris die Red Wings von seinem älteren Bruder James.
Im folgenden Spieljahr unterlag man den Canadiens in den Finalspielen, die damit eine Serie von fünf Titelgewinnen in Folge starteten. 1957 half Ted Lindsay bei der Gründung der Spielergewerkschaft National Hockey League Players’ Association und wurde dafür aus dem Team geworfen. Nach 21 Jahren wurden in der Saison 1958/59 erstmals die Playoffs verpasst. Im Tor wurde Sawchuk von Roger Crozier abgelöst, im Angriff waren mit Norm Ullman und Parker MacDonald zwei konstante Torschützen hinzugekommen. 1963 trennten sich die Red Wings von General Manager Jack Adams.

### Die Ära der „Dead Wings“ (1967 bis 1982)
Die Liga wuchs zuerst von sechs auf zwölf Teams und dann weiter bis auf 21, doch mit der Entscheidung um den Stanley Cup hatten die Wings ab den späten 1960er Jahren nichts zu tun. Von 1967 bis 1982 gelang nur zweimal der Einzug in die Playoffs. In dieser Zeit begannen die NHL-Teams bei ihrer Suche nach Spielern auch nach Europa zu schauen. Ein Vorreiter in Detroit war der in Dänemark geborene Verteidiger Poul Popiel, der ab der Saison 1968/69 für die Red Wings spielte. Bei seinem NHL-Debüt war er jedoch schon amerikanischer Staatsbürger. 1971 beendete Gordie Howe seine Karriere, bevor er drei Jahre später in der World Hockey Association wieder anfing, um mit seinen Söhnen gemeinsam zu spielen und kehrte 1979 noch einmal in die NHL zurück. Junge talentierte Spieler wie Marcel Dionne schafften ihren Durchbruch erst als sie Detroit verlassen hatten. Die größten Defizite hatten die Red Wings im Tor und in der Verteidigung.
Der erste Spieler im Trikot der Red Wings, der in Europa das Eishockeyspielen erlernt hatte, war in der Saison 1972/73 der Schwede Thommie Bergman. 1977 kam mit Václav Nedomanský der erste Tscheche nach Detroit. In der Saison 1978/79 gelang es ihm, bester Scorer im Kader der Red Wings zu sein. So sehr die ersten Europäer, zu denen auch der Schwede Dan Labraaten gehörte, überzeugen konnten, bleiben diese Spieler eine Ausnahme. Bis 1980 waren nie mehr als drei Spieler aus Europa gleichzeitig im Kader.
Ein erstes Zeichen für eine Trendwende war 1979 der Umzug vom Detroit Olympia, in dem über 50 Jahre gespielt wurde, in die neue Joe Louis Arena und drei Jahre später wechselte auch der Besitzer des Teams. Mike Ilitch kaufte für acht Millionen US-Dollar das Team von Bruce Norris und begann mit seinem Umbau. Wichtigster Mann an seiner Seite war dabei der neu verpflichtete General Manager Jim Devellano.

### Wiedererstarkte Wings (1983 bis 1993)
1983 stieß mit Steve Yzerman ein junger Spieler, den man erst kurz zuvor als allerersten Spieler unter dem neuen Besitzer Ilitch im NHL Entry Draft gezogen hatte, zum Team, der für den erneuten Aufstieg der Red Wings stehen sollte. Gleich in seinem ersten Jahr war er bester Scorer seines Teams und die Red Wings erreichten zum ersten Mal in sechs Jahren wieder die Playoffs. Verteidiger Brad Park, der 1983 von Boston kam, war ebenfalls eine wichtige Stütze in dieser Saison und erhielt nach der Spielzeit die Bill Masterton Memorial Trophy. 1985/86 übernahm Park die Position als Cheftrainer, die er jedoch nach 45 Spielen wegen mangelndem Erfolg abgab.
Bereits 1986 übernahm Yzerman im Alter von 21 Jahren das Amt des Mannschaftskapitäns. 1987, mittlerweile verstärkt durch Adam Oates, Petr Klíma und Gerard Gallant, erreichten sie zum ersten Mal seit der Aufstockung der Liga Ende der 1960er-Jahre das Halbfinale der Playoffs und wiederholten dies im Jahr darauf. 1988/89 spielte Yzerman die beste Saison seiner Karriere, erzielte 155 Punkte und wurde als bester Spieler der NHL von der NHLPA mit dem Lester B. Pearson Award ausgezeichnet. Danach kamen Gerüchte auf, dass Yzerman möglicherweise zu einem anderen Team transferiert würde, doch dies wurde vom Coach der Red Wings, Jacques Demers, dementiert.
Anfang der 1990er Jahre verstärkten sich die Red Wings weiter und holten junge talentierte Spieler ins Team, wie Nicklas Lidström, Sergei Fjodorow und Wjatscheslaw Koslow. Mit Wladimir Konstantinow, Paul Coffey, Dino Ciccarelli und Ray Sheppard wurden auch erfahrenere Spieler verpflichtet.

### Die Red Wings im Titelkampf (1993 bis 2004)

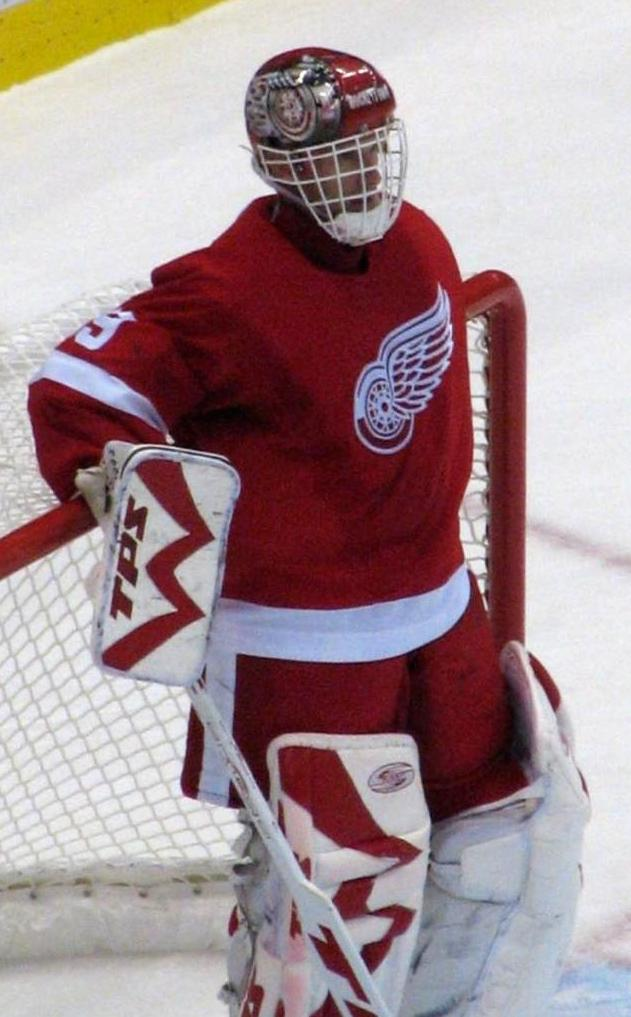
Dominik Hašek stand beim Stanley-Cup-Gewinn 2002 im Tor der Red Wings

Im Jahr 1993 übernahm Scotty Bowman, einer der erfolgreichsten NHL-Trainer aller Zeiten, den Posten als Cheftrainer. 1994 schieden die Red Wings im Viertelfinale der Conference aus. Sergei Fjodorow wurde nach der Saison mit der Hart Memorial Trophy als MVP und mit dem Lester B. Pearson Award als bester Spieler der NHL geehrt.
Erfahrene Spieler wie Mike Vernon oder Igor Larionow schlossen sich dem Team an. 1995 erreichten sie wieder das Finale um den Stanley Cup, gewannen ihn jedoch nicht. In der folgenden Saison scheiterten sie im Finale der Conference an der Colorado Avalanche. Die Torhüter Mike Vernon und Chris Osgood kassierten in der Spielzeit die wenigsten Gegentore und erhielten gemeinsam die William M. Jennings Trophy.
In der Saison 1995/96 stellte das Team mit 62 Siegen in der regulären Saison einen neuen Rekord auf, der 2018/19 von Tampa Bay Lightning eingestellt wurde.
Die Red Wings verstärkten, unter anderem mit Brendan Shanahan, weiter ihr Team und bewiesen eine Konstanz auf hohem Niveau. 1997 gewannen sie zum ersten Mal seit 42 Jahren wieder den Stanley Cup. Goalie Mike Vernon wurde als wertvollster Spieler der Playoffs mit der Conn Smythe Trophy geehrt, nachdem sie die Philadelphia Flyers deutlich in vier Spielen besiegt hatten. Wenige Tage nach dem Triumph verunglückte Verteidiger Wladimir Konstantinow bei einem Autounfall schwer. Er überlebte den Unfall, doch schwere Gehirnverletzungen führten dazu, dass er den größten Teil seines Sprach- und Erinnerungsvermögens verloren hatte und sich die ersten Jahre nach dem Unfall nur mit einem Rollstuhl fortbewegen konnte.
In der Saison 1997/98 trugen die Red Wings auf ihren Trikots ein kreisförmiges Emblem mit dem Wort „Glauben“ in englischer und russischer Sprache, sowie den Initialen von Konstantinow und einem Betreuer der Red Wings, der ebenfalls schwere Verletzungen bei diesem Unfall erlitten hatte.
Sie konnten den Stanley Cup verteidigen und feierten mit ihrem ehemaligen Teamkollegen Konstantinow den wiederholten Titelgewinn. Diesmal war es „The Captain“ Steve Yzerman, der als wertvollster Spieler der Playoffs geehrt wurde. Die Zeit vom Amtsantritt von Coach Scotty Bowman bis hin zum zweiten Cup-Gewinn wurde durch Spieler, wie Nicklas Lidström, Brendan Shanahan und den Russian Five um Larionow, Sergei Fjodorow und Wjatscheslaw Fetissow, aber auch durch die Grind Line geprägt. Mit Uwe Krupp kam zu dieser Zeit auch ein deutscher Spieler zu den Red Wings. Allerdings war der erfahrene Verteidiger in seiner Zeit bei den Red Wings von vielen Verletzungen geplagt.
1999 und 2000 scheiterten sie im Halbfinale der Conference und 2001 nach langer Zeit im Viertelfinale. Die Red Wings verstärkten sich in diesen Jahren vor allem mit Veteranen, wie Brett Hull, Chris Chelios, Luc Robitaille und Dominik Hašek. Mit Pawel Dazjuk stieß ein junger Spieler aus Russland zum Team. Diese Verpflichtungen sollten sich für das Team, zu dem der deutsche Spieler Uwe Krupp gehörte, lohnen und so gewann dieses 2002 erneut den Stanley Cup. Nach der Saison gab Trainer Scotty Bowman das Ende seiner Karriere bekannt. Bowman gewann von 1973 bis 2002 insgesamt neun Stanley Cups, drei davon mit Detroit. Sein Nachfolger wurde Dave Lewis, der einst selber Spieler der Red Wings war und seit 1988 als Assistenztrainer für das Team arbeitete.
Die Titelverteidigung blieb 2003 aus und die Red Wings scheiterten überraschend in der ersten Runde. 2004 drang die Mannschaft bis ins Conference-Halbfinale vor.

### Erfolge in der neuen "Salary-Cap" Ära (2004 bis 2017)

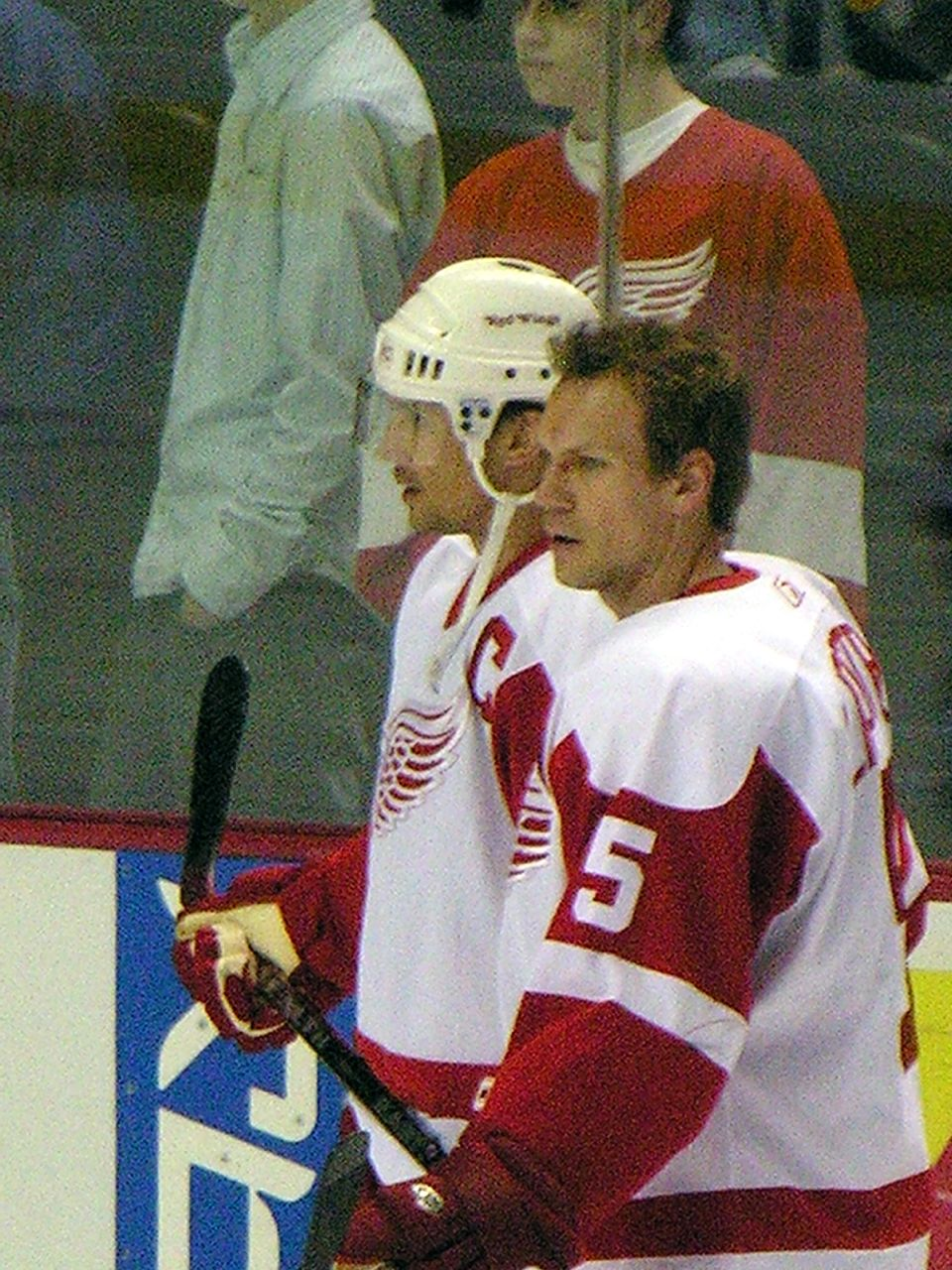
Die beiden ehemaligen Kapitäne. Steve Yzerman (links) und Nicklas Lidström

Die gesamte NHL-Saison 2004/05 musste abgesagt werden, da sich die Spielergewerkschaft NHLPA und die Teambesitzer der NHL nicht auf ein neues Collective Bargaining Agreement einigen konnten und es somit zu einem Lockout kam. Der zentrale Streitpunkt der Verhandlungen war die Einführung einer ligaweiten Gehaltsobergrenze (Salary Cap), die von den Teameigentümern gefordert und von der Spielergewerkschaft zunächst grundlegend abgelehnt wurde. Letztendlich konnten sich im Juli 2005 beide Parteien auf ein neues Abkommen und die Einführung eines Salary Caps einigen, wobei die Gehaltsobergrenze zur Saison 2005/06 auf 38 Millionen US-Dollar festgelegt wurde. Diese neue Regelung war eine große Zäsur, da die NHL-Teams fortan unabhängig von Erfolgen und Gewinnen bei der Kadergestaltung an ein vorgegebenes Gehaltsbudget gebunden waren. Die Red Wings zählten zu dem Teams, die sich in den Jahren vor der Einführung des Salary Caps durch große Gewinne einen teuren Kader leisten konnten. Trotz der Einschnitte gelang es der sportlichen Leitung um General Manager Ken Holland und dem neu verpflichteten Trainer Mike Babcock die Red Wings auch in der neuen Salary-Cap Ära konstant als Titelfavorit zu etablieren.
Um die neue Gehaltsobergrenze zu erfüllen, mussten sich die Red Wings vor der Saison 2005/06 von einigen Spielern trennen. So erhielten die Startorhüter Dominik Hašek und Curtis Joseph keine neuen Verträge. Darren McCarty, Derian Hatcher und Ray Whitney wurden ausbezahlt, um ihre Verträge aufzulösen. Trotz der Umgestaltung des Kaders gelang es den Red Wings die Hauptrunde der Saison 2005/06 auf dem ersten Platz der NHL abzuschließen. Mit Niklas Lidström, Pavel Dazjuk und Henrik Zetterberg etablierte sich ein Führungstrio, das den Erfolg Red Wings in den folgenden Jahren entscheidend prägen sollte. Die Playoffs 2006 endeten mit einer Enttäuschung, da die Red Wings in der zweiten Runde mit Edmonton an einem Außenseiter scheiterten.
Im Sommer 2006 ging bei den Red Wings eine Ära zu Ende, da Steve Yzerman seine Karriere nach 23 Jahren bei den Red Wings beendete. Yzerman war 20 Jahre lang Kapitän des Teams und trug damit länger als jeder andere Spieler in der Geschichte der NHL das „C“ auf seinem Trikot. Yzerman wurde zum Symbol des Wiederaufstiegs der Red Wings und führte das Team aus den unteren Tabellenregionen zu drei Stanley-Cup-Siegen. Er gilt somit als eine der größten Ikonen in der Geschichte der Detroit Red Wings. Am 2. Januar 2007 wurde in einer feierlichen Zeremonie Yzermans Nummer 19 mit einem Banner an die Hallendecke der Joe Louis Arena gehängt. Um seine besonderen Verdienste als langjähriger Teamkapitän hervorzuheben, ist auf dem Banner auch ein "C" abgebildet.
Yzermans Nachfolger als Mannschaftskapitän wurde der Schwede Nicklas Lidström, der damit als erster Europäer das „C“ der Red Wings trug. Neben Steve Yzerman verließ mit Brendan Shanahan nach zehn Jahren eine weitere wichtige Stütze vor der Saison 2006/07 das Team. Die Red Wings konnten die Abgänge jedoch kompensieren und gewannen am Ende der regulären Saison gewannen zum sechsten Mal in Folge die Central Division und belegten zum dritten Mal hintereinander den ersten Platz in der Western Conference. Geprägt wurde die Saison durch Spieler wie Henrik Zetterberg und Pawel Dazjuk sowie die Rookies Jiří Hudler und Valtteri Filppula. Im April 2007 erhielt Pawel Dazjuk einen neuen Sieben-Jahresvertrag über etwa 45 Millionen US-Dollar. In den Playoffs 2007 scheiterten die Red Wings im Finale der Western Conference am späteren Titelgewinner Anaheim Ducks.
Die Saison 2007/08 krönten die Red Wings mit dem Gewinn des Stanley Cups. Das Team schloss die Hauptrunde, trotz einer Niederlagenserie von sechs Spielen im Februar, als bestes Team der NHL ab. Im Finale der Playoffs 2008 besiegten die Red Wings die Pittsburg Penguins mit 4:2 und sicherten sich somit den vierten Stanley Cup un elf Jahren. Henrik Zetterberg wurde mit der Conn Smythe Trophy als wertvollster Spieler der Playoffs ausgezeichnet. Eine wichtige Stütze beim Titelgewinn war auch Torhüter Chris Osgood, der nach den ersten vier Spielen der ersten Runde gegen die Nashville Predators den Stammplatz von Dominik Hašek übernahm und dank überragender Leistungen bis zum Ende der Playoffs als Stammtorhüter fungierte. Zudem wurde Pavel Dazjuk am Saisonende mit der Frank J. Selke Trophy und der Lady Byng Memorial Trophy ausgezeichnet.

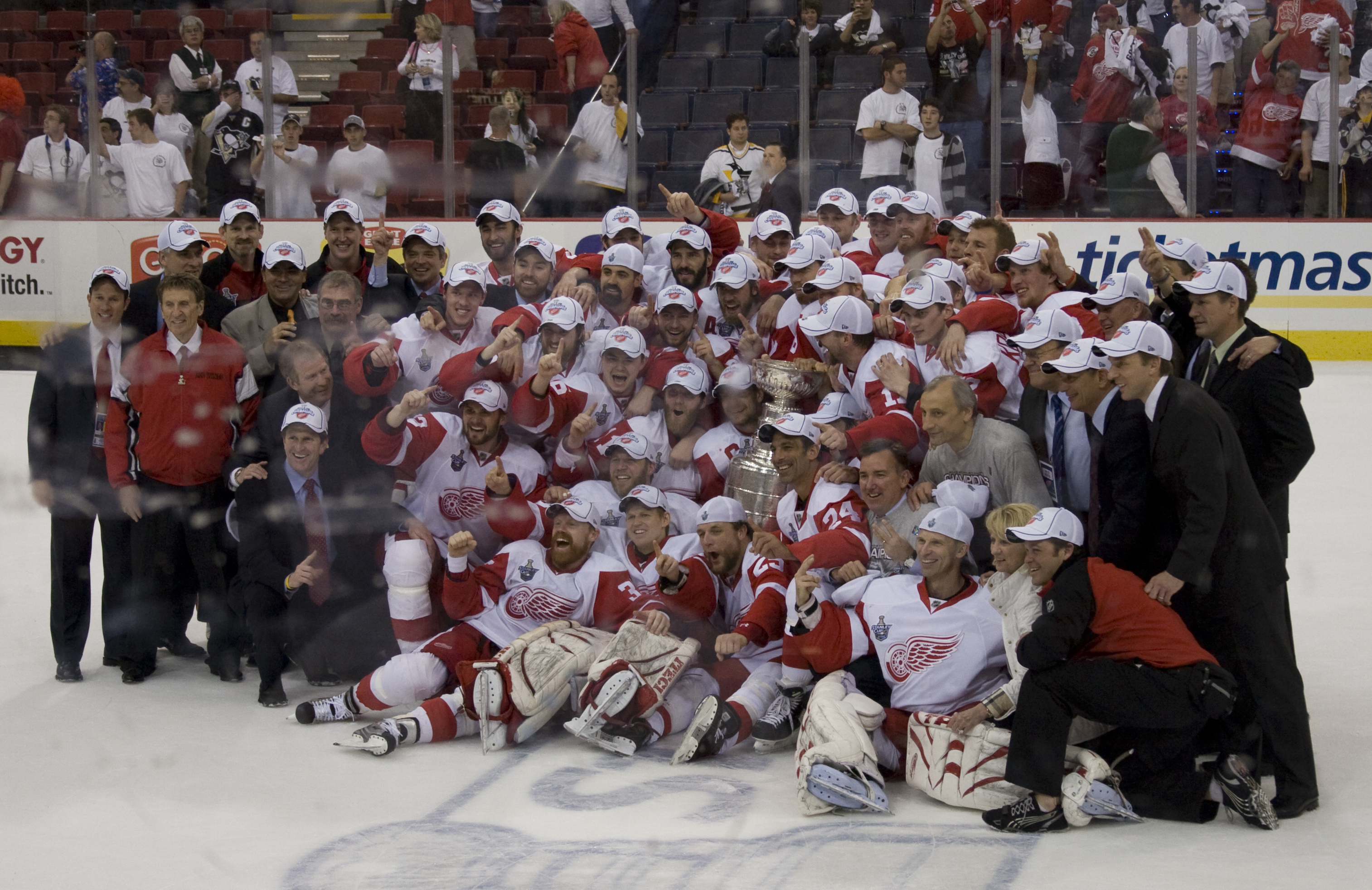
Die Detroit Red Wings bejubeln den Stanley-Cup-Sieg 2008

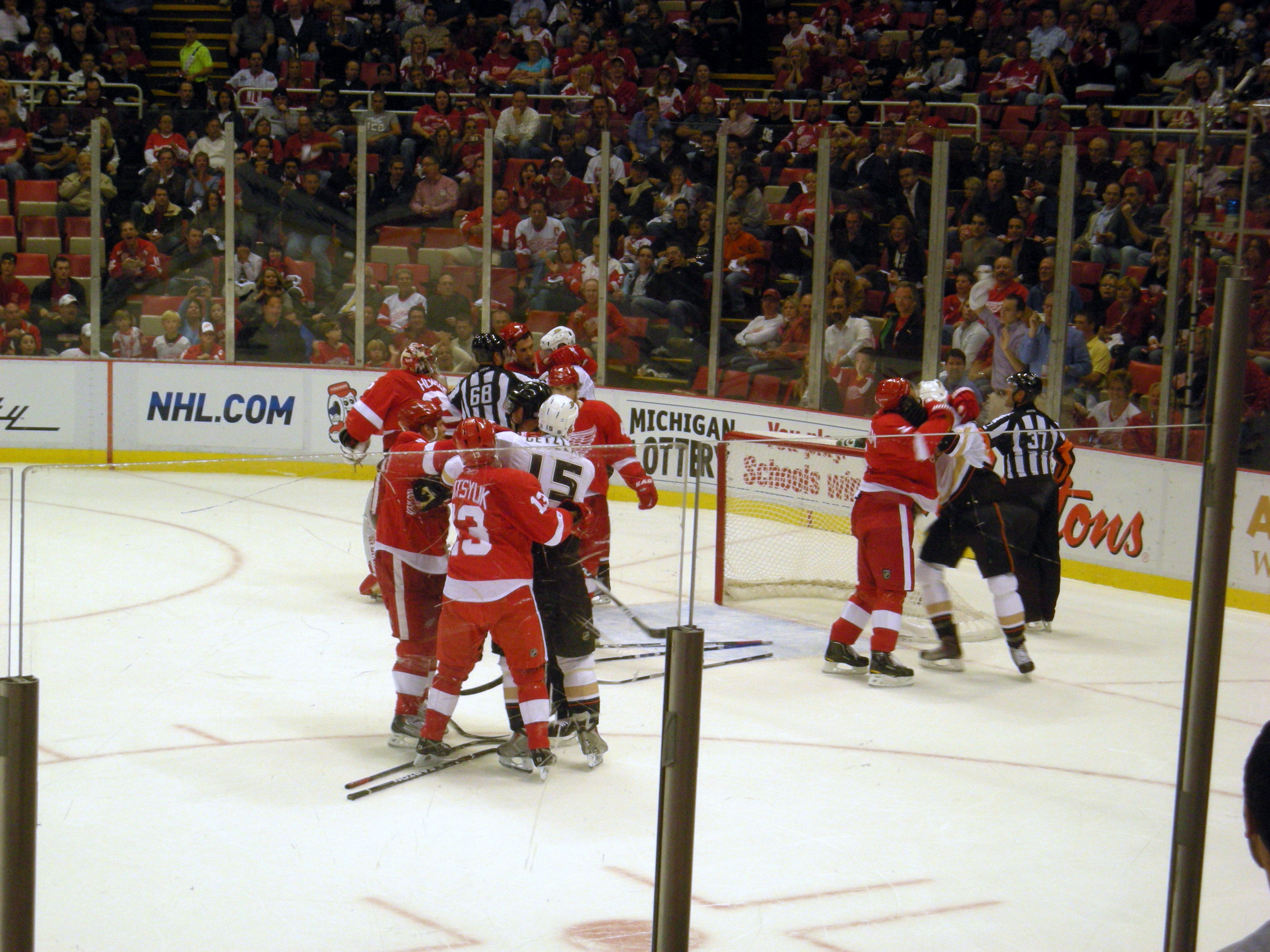
Die Red Wings im Heimspiel gegen die Anaheim Ducks, Faustkampf

Zur Saison 2008/09 beendeten Dallas Drake und Dominik Hašek ihre Karrieren, während sich die Mannschaft mit Stürmer Marián Hossa verstärkte. Die Red Wings gewannen am Ende der Hauptrunde erneut die Central Division und zogen in die Playoffs ein. Dort kam es im Finale gegen die Pittsburg Penguins zu einer Neuauflage der Finalserie des Vorjahres. Dieses Mal mussten sich die Red Wings nach sieben Spielen geschlagen geben und verpassten so eine Titelverteidigung.
Während der Saison 2009/10 hatten die Red Wings regelmäßig Verletzungsprobleme und vor allem zu Beginn der Saison durch Ausfälle von Henrik Zetterberg, Tomas Holmström, Johan Franzen, Valtteri Filppula und Niklas Kronwall Schwierigkeiten. Sie qualifizierten sich dennoch als fünftes Team der Conference für die Playoffs. In der ersten Runde besiegten sie die Phoenix Coyotes in sieben Spielen, mussten sich in der zweiten Runde jedoch den San Jose Sharks in fünf Spielen geschlagen geben. In der Saison 2010/11 konnte das Team wieder die Central Division gewinnen. In den Playoffs scheiterten die Red Wings in der zweiten Runde an den San Jose Sharks. In der folgenden Saison stellten die Red Wings am 19. Februar 2012 mit ihrem 23. Heimsieg in Folge einen NHL-Rekord für die meisten in Folge gewonnenen Heimspiele auf. In den Playoffs wurden sie in der ersten Runde von den Nashville Predators besiegt. Nach der Saison beendete Nicklas Lidström nach seinem sechsten Jahr als Mannschaftskapitän der Detroit Red Wings seine Karriere. Lidström spielte insgesamt 20 Saisons für die Red Wings und prägte somit die erfolgreichste Ära des Teams entscheidend mit. Als neuer Kapitän wurde Henrik Zetterberg ernannt. Auch in der Saison 2012/13 erreichte das Team die Playoffs. Als siebtplatziertes Team im Westen erreichten die Red Wings die zweite Runde, in der sie nach einer Overtime-Niederlage in Spiel 7 gegen den späteren Stanley-Cup Sieger Chicago Blackhawks ausschieden.
Zur Saison 2013/14 wechselten die Red Wings im Zuge einer Neuordnung der NHL-Divisionen in die Atlantic Division und waren damit fortan Teil der Eastern Conference. Mit den Verpflichtungen der erfahrenen Spieler Daniel Alfredsson und Stephen Weiss wurde das Team im Vorfeld der Spielzeit verstärkt. Am 1. Januar 2014 traten die Red Wings im Rahmen des NHL Winter Classic in einem Freiluftspiel im Michigan Stadium gegen die Toronto Maple Leafes an. Die 105.491 Zuschauer stellten einen Zuschauerrekord für ein Eishockeyspiel dar. Als zweites Wild-Card-Team erreichten die Red Wings am Saisonende abermals die Playoffs, scheiterten jedoch bereits in der ersten Runde an Boston. In der Saison 2014/15 gelang zum 24. Mal in Folge die Qualifikation für die Playoffs, erneut kamen die Red Wings jedoch nicht über die erste Runde hinaus. Am Ende der Saison wechselte der Coach Mike Babcock nach zehn Jahren in der Organisation zu den Toronto Maple Leafs, sein Nachfolger wurde mit Jeff Blashill der damalige Trainer der Grand Rapids Griffins. Am Ende der Saison 2015/16 erreichten die Red Wings den dritten Platz der Atlantic Division und sicherten sich somit die 25. aufeinanderfolgende Playoff-Teilnahme. Wie in den beiden vorherigen Jahren scheiterte das Team auch in den Playoffs 2016 bereits in der ersten Runde an Tampa Bay. Während der Saison konnte sich Dylan Larkin als vielversprechendes Talent im NHL-Aufgebot der Red Wings etablieren und nahm als erster Red Wings Rookie seit Steve Yzerman am All Star Game teil. Im Sommer entschied sich der langjährige Topstürmer Pawel Dazjuk für eine Rückkehr nach Russland, nachdem er 14 Saisons für die Red Wings gespielt hatte. Die Saison 2016/17 beendeten die Red Wings als drittschlechtestes Team der Eastern Conference und verpassten somit erstmals nach 25 Jahren die Playoffs. Im Februar 2017 verstarb der langjährige Eigentümer der Organisation, Mike Ilitch, im Alter von 87 Jahren. Die Red Wings spielten in der Saison zudem letztmals in der Joe Louis Arena, die seit 1979 als Heimspielstätte fungierte. In der Folge leitete die Organisation eine Phase des sportlichen Neuaufbaus ein.

### Neue Arena, Neuaufbau und Rückkehr von Steve Yzerman als GM (seit 2017)
Ab dem Beginn der Saison 2017/18 trugen die Red Wings ihre Heimspiele in der neuen Litte Caesars Arena aus. Nach einer sportlich enttäuschenden Spielzeit verpassten die Red Wings erstmals seit Anfang der 1980er Jahre zum zweiten Mal in Folge die Playoffs. Im Februar 2018 gab die Organisation mit Stürmer Tomáš Tatar (an Las Vegas) und dem Torhüter Petr Mrázek (an Philadelphia) zwei Stammkräfte ab, um im Gegenzug mehrere Draftwahlrechte zu erhalten. Trotz laufenden Vertrages musste zudem Kapitän Zetterberg am Ende der Saison aufgrund anhaltender Rückenprobleme seine Karriere beenden. Insgesamt spielte er 15 Saisons für Detroit und fungierte fünf Jahre als Kapitän. Nach Zetterbergs Karriereende blieb das Kapitänsamt bei den Red Wings zunächst vakant. Auch in der Saison 2018/19 setze sich die Serie ohne Playoffs fort, die Red Wings landeten auf dem drittletzten Platz der Eastern Conference. Am 19. April 2019 kehrte die Red-Wings-Ikone Steve Yzerman zu den diesen zurück und übernahm den Posten des General Managers. Yzerman war zuvor bereits in selber Funktion für die Tampa Bay Lightning tätig und sollte fortan den Neuaufbau der Red Wings gestalten.
Zum Zeitpunkt des Abbruchs der Saison 2019/20 aufgrund der COVID-19-Pandemie  rangierten die Red Wings als schlechtestes Team auf dem letzten Platz der gesamten NHL und zählten damit zu den sieben Mannschaften, die eine Teilnahme an den modifizierten Playoffs 2020 verpassten. Mit Jimmy Howard verließ die Red Wings am Saisonende ihr langjähriger Torwart. Howard, der im Januar 2021 offiziell sein Karriereende verkündete, spielte ab seinem NHL-Debüt 2005 ausschließlich für die Red Wings und kam auf über 500 Einsätze.
Auch die Saison 2020/21 wurde durch die Umstände der COVID-19-Pandemie beeinflusst. Die Red Wings gingen in einer temporär umstrukturierten Central Division an den Start und beendeten die Spielzeit auf dem vorletzten Platz der Division, womit erneut die Playoffs verpasst wurden. Im Januar 2021 wurde Dylan Larkin zum neuen Kapitän des Teams ernannt, wodurch er zum insgesamt 37. Kapitän der Red Wings Organisation wurde. Kurz vor der Trade Deadline im April 2021 transferierten die Red Wings ihren ehemaligen First Round Pick und Topstürmer Anthony Mantha zu den Washington Capitals und erhielten im Gegenzug die Flügelstürmer Jakub Vrána, Richard Pánik sowie verschiedene Draftrechte. In der Saison 2021/22 kehrte die NHL zum regulären Spielbetrieb und der Division-Einteilung vor der Corona-Pandemie zurück. Die Red Wings verpassten abermals die Playoffs, zeigten aber verbesserte Leistungen und konnten in der Gesamttabelle sieben Teams hinter sich lassen. Zudem etablierten sich die Erstrunden-Picks Moritz Seider und Raymond im Aufgebot der Red Wings. Beide Spieler wurden in das NHL All-Rookie Team des Jahres gewählt, Moritz Seider erhielt zudem die Calder Memorial Trophy als bester Rookie der Saison. Am 30. April 2022 trennten sich die Red Wings von ihrem bisherigen Trainer Jeff Blashil. Sein Nachfolger ab der Saison 2022/23 wurde Derek Lalonde. Am 1. März 2023 unterzeichnete Dylan Larkin einen neuen 8-Jahres-Vertrag, womit die Red Wings ihren Kapitän langfristig an das Team binden konnten. Dank einer Siegesserie im Februar hatten sich die Red Wings vor der Trade Deadline in die Nähe der Playoff-Plätze gespielt. Dennoch agierte Yzerman auf dem Transfermarkt konsequent im Sinne des langfristigen sportlichen Neuaufbaus und gab einige Spieler gegen Draftwahlrechte ab. So verließen etwa Tyler Bertuzzi (Boston), dessen Vertrag am Saisonende auslief, und Filip Hronek (Vancouver) die Organisation für künftige Erstrundenwahlrechte. Die Saison beendete das Team auf dem 24. Platz der NHL-Gesamttabelle, wodurch im siebten Jahr in Folge die Playoffs verpasst wurden. Vor der Saison 2023/24 konnten die Red Wings ihr Team u. a. mit Alex DeBrincat, J. T. Compher, Daniel Sprong, Shayne Gostisbehere und Jeff Petry verstärken. Zudem gelang es der Organisation am 20. November 2023, den seit Sommer vertragslosen Patrick Kane für die Spielzeit zu verpflichten. Im Rahmen der NHL Global Series 2023 trugen die Red Wings am 16. und 17. November in der Avicii Arena in Stockholm jeweils ein Saisonspiel gegen Ottawa und Toronto aus. Nach einem durchwachsenen Saisonstart konnte sich die Mannschaft tabellarisch in den Playoff Plätzen festsetzen, eine Niederlagenserie im März 2024 brachte die Red Wings jedoch bis zum Saisonende wieder in die Verfolgerrolle. Bis zum letzten Spieltag kämpften die Red Wings um einen Wildcard-Platz in der Eastern Conference, verpassten diesen jedoch knapp hinter den punktgleichen Washington Capitals. Zwar wurden somit zum achten Mal in Folge die Playoffs verpasst, jedoch präsentierte sich die Mannschaft über den Saisonverlauf deutlich konkurrenzfähiger als in den Jahren zuvor. 
In der Sommerpause konnte Yzerman die Verträge von Moritz Seider und Lucas Raymond verlängern und somit die Toptalente langfristig an die Organisation binden, was als zentraler Meilenstein im sportlichen Neuaufbau galt. Mit David Perron, Shayne Gostisbehre, Jake Walman und Daniel Sprong mussten die Red Wings Abgänge von Stammkräften verkraften, verstärkten das Team aber u. a. mit Cam Talbot und Wladimir Tarasenko. Patrick Kane verlängerte seinen Vertrag um ein weiteres Jahr, zudem etablierten sich die jungen Talente Simon Edvinsson, Jonathan Berggren und Marco Kasper im NHL-Aufgebot. Nach einem extrem enttäuschenden Start in die Saison 2024/25 trennten sich die Red Wings im Dezember von Trainer Lalonde und ersetzten ihn durch Todd McLellan.

## Spielstätten

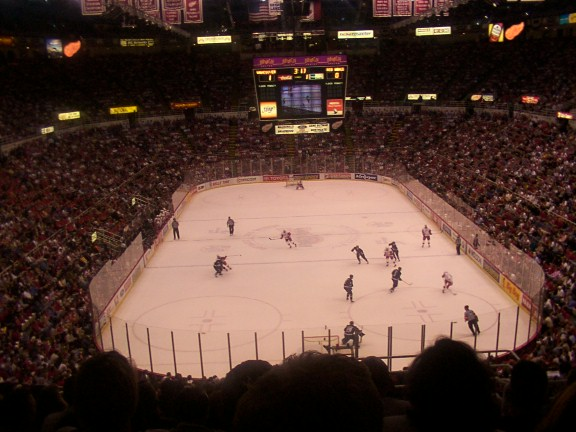
Blick in die Joe Louis Arena

In ihrer ersten Saison bestritt das Franchise aus Detroit seine Heimspiele auf kanadischem Boden in der Border Cities Arena. Weil die neue Arena in Detroit noch nicht fertiggestellt war, wich man nach Windsor in der kanadischen Provinz Ontario aus, wo man in der 9.000 Zuschauer fassenden Eishalle spielte.
1927 zog die Mannschaft schließlich ins Detroit Olympia ein, das Platz für 16.700 Zuschauer bot. Am 22. November 1927 bestritten sie das erste Heimspiel im neuen Stadion gegen die Ottawa Senators. Die Detroit Red Wings feierten in der Arena viele Erfolge, darunter sieben Stanley-Cup-Siege, aber auch die größte Krise der Mannschaft in den sechziger und siebziger Jahren steht mit dem Detroit Olympia in Verbindung.
Mitte der siebziger Jahre kam innerhalb des Managements der Wunsch nach einer neuen Arena auf. Die Umgebung des Detroit Olympia hatte sich in den vergangenen Jahren zusehends verschlechtert. Bereits 1967 kam es in der Nachbarschaft zu Rassenunruhen, die 43 Tote forderte. Die Teambesitzer erwogen einen Umzug in einen der Vororte der Großstadt, doch eine Offerte der Stadtverantwortlichen für eine neue Arena in zentraler Lage stimmte die Red Wings schließlich um, sodass die Joe Louis Arena, benannt nach dem Schwergewichtsboxer Joe Louis, gebaut wurde. Am 15. Dezember 1979 spielten die Detroit Red Wings ihr letztes Heimspiel im Detroit Olympia und verabschiedeten sich nach 52 Jahren von dieser Spielstätte.
Am 27. Dezember 1979 bestritten die Red Wings ihr erstes Spiel in der Joe Louis Arena gegen die St. Louis Blues. In der neuen 20.066 Zuschauer fassenden Arena gelang es dem Team ihre lange Krise zu überwinden und an die erfolgreichen Jahrzehnte im Detroit Olympia anzuknüpfen. Vier Stanley-Cup-Siege konnten sie seit der Eröffnung feiern.
Seit der NHL-Saison 2017/18 spielen die Red Wings in der neuen Little Caesars Arena.

## Besitzer und Farmteams
1982 kaufte Mike Ilitch die Red Wings für acht Millionen US-Dollar von Bruce Norris und hatte großen Anteil am Wandel von einem der schwachen Teams zu einem Spitzenteam, dessen Wert sich 2008 auf ca. 303 Mio. US-Dollar belief. Ilitch hatte sich Ende der 1950er-Jahre gegen eine Karriere als Baseball-Profi bei den Detroit Tigers und für eine Karriere als Pizzabäcker entschieden. Sein Erfolg mit Little Caesars Pizza gab ihm die Möglichkeit nach den Wings auch 1992 die Tigers zu kaufen. Für seine Verdienste um das Eishockey wurde er in die Hockey Hall of Fame aufgenommen und mit der Lester Patrick Trophy geehrt.

### Farmteams
Zu den Red Wings, wie zu allen anderen NHL-Teams, gehören auch Mannschaften in niederklassigeren Ligen, sogenannte Farmteams. Im Falle der Red Wings sind dies die Grand Rapids Griffins in der American Hockey League sowie die Flint Generals und die Port Huron Icehawks in der International Hockey League. Bis zur Saison 1998/99 waren die Adirondack Red Wings, eines der ältesten und traditionsreichsten Teams der AHL, das Farmteam. Von 1999/2000 bis 2001/02 teilte sich das Franchise mit den Mighty Ducks of Anaheim die Cincinnati Mighty Ducks.
Die Farmteams der Detroit Red Wings seit 1932:
| Zeitraum  | Mannschaft            | Liga |
| --------- | --------------------- | ---- |
| 1932–1933 | Detroit Olympics      | IHL  |
| 1939–1952 | Indianapolis Capitals | AHL  |
| 1945–1951 | Omaha Knights         | USHL |
| 1952–1963 | Edmonton Flyers       | WHL  |
| 1961–1967 | Pittsburgh Hornets    | AHL  |
| 1963–1964 | Cincinnati Wings      | CPHL |
| 1964–1967 | Memphis Wings         | CPHL |
| 1967–1973 | Fort Worth Wings      | CHL  |
| 1967–1971 | San Diego Gulls       | WHL  |
| 1968–1969 | Baltimore Clippers    | AHL  |
| 1969–1970 | Cleveland Barons      | AHL  |

| Zeitraum  | Mannschaft            | Liga |
| --------- | --------------------- | ---- |
| 1970–1971 | Baltimore Clippers    | AHL  |
| 1971–1972 | Tidewater Wings       | AHL  |
| 1971–1974 | Port Huron Wings      | IHL  |
| 1972–1975 | Virginia Wings        | AHL  |
| 1974–1987 | Kalamazoo Wings       | IHL  |
| 1975–1976 | New Haven Nighthawks  | AHL  |
| 1976–1977 | Kansas City Blues     | CHL  |
| 1976–1977 | Rhode Island Reds     | AHL  |
| 1977–1979 | Kansas City Red Wings | CHL  |
| 1979–1999 | Adirondack Red Wings  | AHL  |
| 1979–1980 | Johnstown Red Wings   | EHL  |

| Zeitraum  | Mannschaft              | Liga |
| --------- | ----------------------- | ---- |
| 1987–1989 | Flint Spirits           | IHL  |
| 1991–1995 | Fort Wayne Komets       | IHL  |
| 1991–1995 | Toledo Storm            | ECHL |
| 1999–2002 | Cincinnati Mighty Ducks | AHL  |
| 1999–2007 | Toledo Storm            | ECHL |
| 2000–2001 | Manitoba Moose          | IHL  |
| seit 2002 | Grand Rapids Griffins   | AHL  |
| 2007–2009 | Flint Generals          | IHL  |
| 2007–2009 | Port Huron Icehawks     | IHL  |
| seit 2009 | Toledo Walleye          | ECHL |

## Diverses

### Maskottchen und Oktopus-Tradition
Einen besonderen Brauch gibt es in Detroit während der Playoffs: Die Fans werfen Tintenfische aufs Eis. Dieser Brauch besteht seit 1952, als der Fischhändler Peter Cusimano einen achtarmigen Oktopus aufs Eis geworfen hatte, um zu symbolisieren, dass man damals acht Siege benötigte, um den Stanley Cup zu gewinnen. Die Red Wings gewannen in diesem Jahr den Cup und eine Tradition war geboren und ist bis heute erhalten geblieben.
Al Sobotka, Eismaschinenfahrer und als Eis-Manager hauptverantwortlich für die Spielfläche der Joe Louis Arena, ist der Leidtragende der Oktopus-Würfe, da er die toten Tiere vom Eis aufsammeln muss. Dies nutzt er allerdings um selbst das Publikum anzuheizen, indem er einen aufgesammelten Oktopus an den Armen greift und über seinen Kopf schleudert. Diese Tradition erfuhr in der Playoffs 2008 einen Dämpfer, als die Ligaleitung beschloss, dass nur noch der Linienrichter die Tintenfische entsorgen darf. Diese Regelung wurde wenig später gelockert und die NHL erlaubte es Sobotka die Tintenfische an der Einfahrt für die Eismaschinen über seinem Kopf zu schleudern. Zudem erklärte ein Fischhändler aus Pittsburgh im selben Jahr, dass er während der Heimspiele der Pittsburgh Penguins im Stanley-Cup-Finale gegen Detroit an Anhänger der Red Wings keine Tintenfische verkaufen werde.
Abgeleitet aus der Oktopus-Tradition ist auch das Maskottchen „Al“ entstanden, das den Namen zu Ehren Sobotkas erhalten hat. Während der Playoffs hängen zwei große Oktopus-Figuren unter dem Dach der Joe Louis Arena, deren 16 Arme die 16 Siege symbolisieren, die eine Mannschaft heute zum Gewinn des Stanley Cup braucht.

### Rivalitäten
Traditionelle Rivalitäten pflegen die Detroit Red Wings zu den anderen fünf Mannschaften der Original Six, den verbliebenen Mannschaften aus den Anfangsjahren der NHL. Jedoch spiegelt sich das nicht in besonderer Form auf dem Eis wider.
Mitte der neunziger Jahre entstand eine Rivalität mit der Colorado Avalanche. Im Conference-Finale der Playoffs 1996 erlitt Red-Wings-Spieler Kris Draper schwere Gesichts- und Kopfverletzungen, nachdem er von Gegenspieler Claude Lemieux in die Bande gecheckt wurde. Colorado gewann im weiteren Verlauf die Serie und im Finale schließlich den Stanley Cup. In der darauffolgenden Saison kam es aufgrund des Vorfalls aus dem Vorjahr in einem Spiel zu einer Massenschlägerei auf dem Eis zwischen beiden Mannschaft im Brawl in Hockeytown. Nur einige Wochen später trafen beide Teams erneut im Conference-Finale aufeinander und diesmal ging Detroit als Sieger hervor, die schließlich auch den Stanley Cup gewannen.
Auch in den folgenden Jahren kam es immer wieder zu hitzigen Auseinandersetzungen zwischen beiden Mannschaften. Nicht nur aufgrund des Vorfalls von 1996, sondern auch weil beide Mannschaften zur damaligen Zeit zu den besten Teams der Liga gehörten, zwischen 1996 und 2002 gemeinsam fünfmal den Stanley Cup gewannen und regelmäßig in den Playoffs aufeinandertrafen. 1999 und 2000 unterlag Detroit im Conference Halbfinale, in den Playoffs 2002 lagen die Red Wings im Conference-Finale mit 2:3 in der Serie zurück, ehe Colorados Torhüter Patrick Roy, der einer der Protagonisten der Rivalität war, durch einen Fehler im sechsten Spiel den Detroit Red Wings zum 3:3-Ausgleich verhalf. Roy nahm an, dass er den Puck mit seinem Fanghandschuh gefangen hätte und riss seine Hand in die Luft. Doch der Puck lag noch auf dem Eis und die Red Wings nutzten die Unachtsamkeit Roys aus. Der Fehler wurde später unter den Fans der Red Wings unter dem Namen Statue of Liberty bekannt. Im entscheidenden siebten Spiel wurde Roy und die Avalanche mit 7:0 besiegt und Detroit zog weiter auf dem Weg zu einem weiteren Stanley-Cup-Sieg.
Dies stellte auch den inoffiziellen Schlusspunkt der Rivalität beider Mannschaft dar. Die Rivalität kühlte daraufhin ab.

### Referenzen in der Popkultur
Ein prominenter Fan der Detroit Red Wings ist die Figur „Dr. Percival ‚Perry‘ Cox“ (gespielt von John C. McGinley) in der US-amerikanischen Krankenhaus-Sitcom Scrubs – Die Anfänger. In der Serie trägt Dr. Cox häufig das Red-Wings-Trikot und erklärt in einer Folge einem jungen Arzt sogar, „warum die Detroit Red Wings das beste Profi-Sportteam aller Zeiten sind“.
„Tim Taylor“ (gespielt von Tim Allen) aus der Fernsehserie Hör mal, wer da hämmert ist ebenfalls ein Fan der Red Wings, weshalb er in manchen Folgen das Trikot des Teams aus Michigan trägt.
Ebenfalls war Tupac Amaru Shakur (2Pac) ein Detroit-Red-Wings-Fan. Er trägt in vielen seiner Musikvideos das Shirt der Red Wings.
Ein weiterer Fan der Detroit Red Wings ist die Figur „Joey Gladstone“ (gespielt von Dave Coulier) in der Serie Full House. Er trägt ebenfalls oft ein Trikot der Red Wings und sehr selten auch ein Trikot der Detroit Tigers.

### Trikotdesign und Logo

Heimtrikot (seit 2007)
Auswärtstrikot (seit 2007)

Als das Franchise 1926 unter dem Namen Detroit Cougars gegründet wurde, waren die Teamfarben rot und weiß. Das Trikot in der Debütsaison war dementsprechend hauptsächlich weiß mit einem roten Brustring, auf dem ein gotisches „D“ zu sehen war. Zudem gab es an jedem Ärmel einen roten Streifen. Nach der ersten Spielzeit wurde das Trikotdesign dahingehend geändert, dass ober- und unterhalb des Brustrings zwei weitere schmalere Ringe hinzu kamen und auf der Brust „Detroit“ zu lesen war. Als der Name der Mannschaft 1930 in Detroit Falcons geändert wurde, trat die Mannschaft mit rot-weißen Querstreifen auf und der Aufschrift des Teamnamens.
1932 kam es erneut zu einer Namensänderung, als James Norris senior das Franchise kaufte. Norris hatte als junger Mann für den Montreal Hockey Club gespielt, die wegen ihres Emblems, einem Rad mit Flügeln, auch Winged Wheelers genannt wurden. Inspiriert davon entschied er, dass seine Mannschaft aus Detroit ebenfalls mit einem geflügelten Rad auf dem Trikot auflaufen sollte und der Teamname in Red Wings umbenannt wird.
Seitdem wurde das Design der Trikots nur minimal verändert. Signifikant für das rote Trikot ist dabei ein weißer Streifen auf dem Ärmel in Höhe des Ellenbogen sowie ein weißer Streifen unterhalb des Teamlogos, das bei allen NHL-Teams die Brustpartie bestimmt. Dieser Bruststreifen ist auch in roter Farbe auf den weißen Trikots vorzufinden, bei diesen sind zudem die Arme in der Farbe rot gehalten.
Die wichtigste Änderung des Trikotdesigns zur Saison 2007/08 war ein ligaweiter Ausrüsterwechsel, am Design der Red-Wings-Trikots änderte sich jedoch, wie bei allen anderen Teams der traditionellen Original Six, bis auf minimale Abweichungen, nichts. Nach den Vorschriften der Liga muss das Heimtrikot seit 2003 in einer dunklen, das Auswärtstrikot in einer hellen Grundfarbe gestaltet sein. Für die Ausrüstung der Red Wings bedeutet dies, dass das Team bei Heimspielen in den roten, bei Auswärtsspielen in den weißen Jerseys antritt.

## Erfolge und Ehrungen

### Sportliche Erfolge
| Stanley Cups | Stanley Cups |
| Saison | Saison |
| --- | --- |
| 1935/36, 1936/37, 1942/43, 1949/50, 1951/52, 1953/54, 1954/55, 1996/97, 1997/98, 2001/02, 2007/08                                              | |
| Presidents’ Trophies | |
| Saison | |
| 1994/95, 1995/96, 2001/02, 2003/04, 2005/06, 2007/08                                                                                           | |
| Conference Championships | Saison |
| Clarence S. Campbell Bowl | 1994/95, 1996/97, 1997/98, 2001/02, 2007/08, 2008/09                                                                |
| Prince of Wales Trophy | 1933/34, 1935/36, 1936/37, 1942/43*, 1949/50*, 1950/51*, 1951/52*, 1952/53*, 1953/54*, 1954/55*, 1956/57*, 1964/65* |
| Division Championships | Saison |
| American Division | 1933/34, 1935/36, 1936/37                                                                                           |
| Norris Division | 1987/88, 1988/89, 1991/92                                                                                           |
| Central Division | 1993/94, 1994/95, 1995/96, 1998/99, 2000/01, 2001/02, 2002/03, 2003/04, 2005/06, 2006/07, 2007/08, 2008/09, 2010/11 |
| * In der Zeit der „Original Six“ wurde in nur einer Division gespielt. Das beste Team der regulären Saison erhielt die Prince of Wales Trophy. | |

1934 kamen die Detroit Red Wings zu ihrer ersten von insgesamt 23 Finalteilnahmen um den Stanley Cup und unterlagen gegen die Chicago Blackhawks. Zwei Jahre später in der Saison 1935/36 gewannen sie erstmals die Trophäe und verteidigten den Titel im Jahr darauf. In den vierziger Jahren standen die Red Wings sechsmal im Finale, gewannen aber nur einmal die Meisterschaft und mussten sich in vier Finals den Toronto Maple Leafs geschlagen geben. Die ersten Jahre des folgenden Jahrzehnts dominierte das Franchise aus Detroit und gewann von 1950 bis 1955 vier Stanley Cups.
Danach begann eine lange Durststrecke von 42 Jahren, in denen sie zu sechs Finalteilnahmen kamen, die jedoch alle ohne Erfolg blieben. 1997 entschieden sie wieder das Stanley-Cup-Finale für sich und ließen eine erfolgreiche Titelverteidigung im nächsten Jahr folgen. 2002 gewannen die Red Wings als erstes US-amerikanisches NHL-Team zum zehnten Mal den Stanley Cup und fügten in der Saison 2007/08 einen weiteren hinzu.
Neben dem Stanley Cup gewannen die Detroit Red Wings weitere NHL-Trophäen. Die Prince of Wales Trophy gewannen sie zwölfmal, davon dreimal als sie von 1924 bis 1938 für das beste Team der American Division verliehen wurde und neunmal, als sie von 1939 bis 1967 die beste Mannschaft der regulären Saison erhielt. Mittlerweile wird die Trophäe an den Playoff-Sieger der Eastern Conference vergeben, wodurch die Red Wings die Prince of Wales Trophy nicht mehr gewinnen können. Das Gegenstück zu ihr, den Clarence S. Campbell Bowl, gewann Detroit 1995 erstmals als Sieger der Western Conference-Playoffs und erhielt diese Trophäe mittlerweile sechsmal.
Die seit 1986 verliehene Presidents’ Trophy für den Meister der regulären Saison ging zum ersten Mal nach der Saison 1994/95 nach Detroit. Seitdem feierten die Red Wings fünf weitere Gewinne der Auszeichnung und sind mit sechs Erfolgen Rekordhalter, gefolgt von fünf Mannschaften mit je zwei Trophäen.
Zudem gewann das Team in seiner Geschichte 19 Divisions-Meisterschaften. Je dreimal waren sie die beste Mannschaft der American Division und der Norris Division. Die 1993 gegründete Central Division führten sie in 13 von 17 Spielzeiten an, darunter in acht aufeinanderfolgenden Saisons von 2001 bis 2009, nur unterbrochen durch die wegen des Lockout abgesagte Saison 2004/05 als es keinen Sieger gab.

### Individuelle Auszeichnungen
Art Ross Trophy: Zwei Spieler in der Geschichte der Red Wings gewannen die Trophäe für den besten Scorer der Saison. Ted Lindsay erhielt sie 1950, während Gordie Howe in den folgenden vier Jahren Punktbester der Liga war und noch weitere zwei Male die Trophäe in Empfang nehmen durfte.
- 1950 – Ted Lindsay
- 1951 – Gordie Howe
- 1952 – Gordie Howe
- 1953 – Gordie Howe
- 1954 – Gordie Howe
- 1957 – Gordie Howe
- 1963 – Gordie Howe

Bill Masterton Memorial Trophy: Brad Park erhielt die Trophäe als erster Spieler von Detroit 1984 für seine Hingabe zum Eishockeysport, nachdem er im Alter von 35 Jahren einen neuen Teamrekord für die meisten Torvorlagen durch einen Verteidiger aufstellte. 2003 wurde die Trophäe Steve Yzerman verliehen, weil er trotz starker Verletzungsprobleme in der Vorsaison den Red Wings zum Gewinn des Stanley Cup verhalf.
- 1984 – Brad Park
- 2003 – Steve Yzerman

Calder Memorial Trophy: Zur Einführung der Auszeichnung für den besten Neuprofi in der Saison 1932/33 wurde mit Carl Voss ein Spieler der Red Wings ausgezeichnet. Der nächste Spieler der Red Wings war 1948 Jim McFadden. Er hatte in seiner Premierensaison 48 Punkte erzielt und mit Detroit das Finale um den Stanley Cup erreicht. 1951 wurde Torhüter Terry Sawchuk ausgezeichnet, der sich zu einer festen Größe in der Liga entwickelte. Sein Nachfolger im Tor, Glenn Hall, debütierte fünf Jahre später und erhielt diese Ehrung ebenfalls. Mit Roger Crozier erhielt 1965 ein weiterer Torhüter der Red Wings die Auszeichnung als bester Rookie. Ihm folgte erst über 50 Jahre später Moritz Seider.
- 1933 – Carl Voss
- 1948 – Jim McFadden
- 1951 – Terry Sawchuk
- 1956 – Glenn Hall
- 1965 – Roger Crozier
- 2022 – Moritz Seider

Conn Smythe Trophy: Die Ehrung für den wertvollsten Spieler der Play-offs ging im zweiten Jahr ihres Bestehens an Detroits Torhüter Roger Crozier, obwohl die Mannschaft das Stanley-Cup-Finale 1966 verlor. 31 Jahre später erhielt mit Mike Vernon wieder ein Spieler der Red Wings und erneut ein Torhüter die Trophäe, diesmal nach einer erfolgreichen Finalserie. Im Jahr darauf war es Steve Yzerman, der mit sechs Toren und 18 Vorlagen, wertvollster Spieler der Endrunde war. 2002 erhielt mit dem schwedischen Verteidiger Nicklas Lidström erstmals ein Europäer diese Auszeichnung. Sechs Jahre später folgte mit seinem Landsmann Henrik Zetterberg der zweite europäische Preisträger, der sowohl durch seine Offensivleistungen als auch durch seine Defensivqualitäten überzeugte.
- 1966 – Roger Crozier
- 1997 – Mike Vernon
- 1998 – Steve Yzerman
- 2002 – Nicklas Lidström
- 2008 – Henrik Zetterberg

Frank J. Selke Trophy: Der Russe Sergei Fjodorow gewann die Auszeichnung für den Stürmer mit den besten Defensivqualitäten erstmals 1994 und erhielt die Trophäe 1996 ein zweites Mal. Steve Yzerman, der sich in den neunziger Jahren von einem ausschließlich offensiv spielenden Stürmer zu einem sehr guten Allrounder gewandelt hatte, wurde im Jahr 2000 ausgezeichnet. Mit Kris Draper erhielt ein Spieler der defensiven Grind Line 2004 die Auszeichnung. 2008 erhielt mit Pawel Dazjuk wieder ein russischer Spieler aus Detroit die Trophäe für sein Spiel in der eigenen Verteidigungszone und wiederholte den Erfolg in den folgenden beiden Jahren.
- 1994 – Sergei Fjodorow
- 1996 – Sergei Fjodorow
- 2000 – Steve Yzerman
- 2004 – Kris Draper
- 2008 – Pawel Dazjuk
- 2009 – Pawel Dazjuk
- 2010 – Pawel Dazjuk

Hart Memorial Trophy: Verteidiger Ebbie Goodfellow war der erste Red Wing, der 1940 als wertvollster Spieler der NHL ausgezeichnet wurde. 1949 erhielt Sid Abel die älteste Auszeichnung der Liga nach der bis dahin besten Saison seiner Karriere. Von 1952 bis 1963 erhielt Gordie Howe die Trophäe sechsmal. Öfter wurde zuvor kein anderer Spieler als MVP geehrt und nur Wayne Gretzky brach diesen Rekord. Sergei Fjodorow erhielt die Auszeichnung 1994 als vierter Red Wing, nachdem er in der Saison seine Fähigkeiten sowohl in der Offensive als auch in der Defensive unter Beweis gestellt hatte.
- 1940 – Ebbie Goodfellow
- 1949 – Sid Abel
- 1952 – Gordie Howe
- 1953 – Gordie Howe
- 1957 – Gordie Howe
- 1958 – Gordie Howe
- 1960 – Gordie Howe
- 1963 – Gordie Howe
- 1994 – Sergei Fjodorow

James Norris Memorial Trophy: Red Kelly war 1954 der erste Spieler, der die erstmals vergebene Auszeichnung für den besten Verteidiger erhielt, nachdem er bereits in den Jahren zuvor einer der besten offensiven Verteidiger war. Über 40 Jahre später gewann 1995 mit Paul Coffey wieder ein Spieler aus Detroit die Trophäe, der ebenfalls durch sein offensives Spiel beeindruckte. Von 2001 bis 2008 war der Schwede Nicklas Lidström der dominierende Mann unter den Verteidigern und erhielt die Auszeichnung in sechs von sieben Spielzeiten. Nur Bobby Orr wurde in der NHL-Geschichte öfter ausgezeichnet.
- 1954 – Red Kelly
- 1995 – Paul Coffey
- 2001 – Nicklas Lidström
- 2002 – Nicklas Lidström
- 2003 – Nicklas Lidström
- 2006 – Nicklas Lidström
- 2007 – Nicklas Lidström
- 2008 – Nicklas Lidström
- 2011 – Nicklas Lidström

Jack Adams Award: Bobby Kromm erhielt 1978 die Auszeichnung als bester Trainer der NHL, als er die Detroit Red Wings erstmals nach acht Jahren wieder in die Playoffs geführt hatte. Jacques Demers wurde zweimal in Folge in den Jahren 1987 und 1988 ausgezeichnet, nachdem sich die Red Wings innerhalb von zwei Spielzeiten von 40 auf 93 Punkte steigerten. 1996 wurde Scotty Bowman geehrt, der mit den Red Wings 62 Siege in der regulären Saison errang und somit einen neuen NHL-Rekord aufstellte.
- 1978 – Bobby Kromm
- 1987 – Jacques Demers
- 1988 – Jacques Demers
- 1996 – Scotty Bowman

King Clancy Memorial Trophy: Brendan Shanahan wurde als erster Spieler der Red Wings 2003 für seine Führungsqualitäten und sein soziales Engagement ausgezeichnet. Ihm folgte 2015 Henrik Zetterberg.
- 2003 – Brendan Shanahan
- 2015 – Henrik Zetterberg

Lady Byng Memorial Trophy: 1937 erhielt mit Marty Barry erstmals ein Red Wing die Auszeichnung für den Spieler, der einen hohen sportlichen Standard mit Fairness am besten kombiniert. Barry hatte die beste Saison seiner Karriere gespielt und in 44 Spielen nur sechs Strafminuten verbüßen müssen. Bill Quackenbush wurde 1949 geehrt, da er keine einzige Strafe erhalten hatte. Verteidiger Red Kelly erhielt die Auszeichnung dreimal und Earl Reibel wurde 1956 ausgezeichnet. Alex Delvecchio, der in seiner Karriere in 1550 Spielen auf dem Eis stand, aber nur 383 Strafminuten erhalten hatte, gewann die Trophäe dreimal. In der Saison 1974/75 war Marcel Dionne drittbester Scorer der Liga und gehörte mit 14 Strafminuten auch zu den fairsten, weshalb er die Trophäe erhielt. Über 30 Jahre später gewann Pawel Dazjuk von 2006 bis 2009 die Auszeichnung viermal in Folge.
- 1937 – Marty Barry
- 1949 – Bill Quackenbush
- 1951 – Red Kelly
- 1953 – Red Kelly
- 1954 – Red Kelly
- 1956 – Earl Reibel
- 1959 – Alex Delvecchio
- 1966 – Alex Delvecchio
- 1969 – Alex Delvecchio
- 1975 – Marcel Dionne
- 2006 – Pawel Dazjuk
- 2007 – Pawel Dazjuk
- 2008 – Pawel Dazjuk
- 2009 – Pawel Dazjuk

Lester B. Pearson Award: Yzerman war mit 155 Punkten zwar nur drittbester Scorer in der Saison, doch die Aktiven der Liga wählten ihn 1989 trotzdem zum besten Spieler der Spielzeit. 1994 erhielt Sergei Fjodorow die Auszeichnung, nachdem er die beste Saison seiner Karriere absolviert hatte.
- 1989 – Steve Yzerman
- 1994 – Sergei Fjodorow

Lester Patrick Trophy: Bisher wurden zehn Personen, die der Organisation der Red Wings angehörten, für ihr Engagement um den Eishockeysport in den USA geehrt. Detroits langjähriger General Manager und Trainer Jack Adams war 1966 die erste Persönlichkeit überhaupt, die mit der Trophäe geehrt wurde. Es folgten bis 1975 die Spieler Gordie Howe, Alex Delvecchio und Terry Sawchuk sowie Trainer Tommy Ivan und Teambesitzer Bruce Norris. 1991 wurde mit Mike Ilitch ein weiterer Besitzer der Red Wings ausgezeichnet und 2001 erhielt Trainer Scotty Bowman die Ehrung. Alleine im Jahr 2006 wurden mit Steve Yzerman, Reed Larson und Marcel Dionne drei ehemalige Aktive ausgezeichnet.
- 1966 – Jack Adams
- 1967 – Gordie Howe
- 1971 – Terry Sawchuk
- 1974 – Alex Delvecchio
- 1975 – Tommy Ivan
- 1975 – Bruce Norris
- 1991 – Mike Ilitch
- 2001 – Scotty Bowman
- 2006 – Marcel Dionne
- 2006 – Reed Larson
- 2006 – Steve Yzerman

Mark Messier Leader of the Year Award: Als der Preis für den Spieler, der durch seine Leistungen und Führungsqualitäten herausragt, im Jahr 2007 verliehen wurde, war Chris Chelios der erste Preisträger. Der damals 45-jährige Verteidiger hatte seine 23. Saison in der NHL hinter sich und war im Laufe seiner Karriere Mannschaftskapitän bei zwei Mannschaften.
- 2007 – Chris Chelios

NHL Foundation Player Award: Die Trophäe für den Spieler, der sich besonders für wohltätige Zwecke in der Gesellschaft eingesetzt hat, wurde 2003 an Darren McCarty verliehen.
- 2003 – Darren McCarty
- 2013 – Henrik Zetterberg

NHL Plus/Minus Award: Die Trophäe für den Spieler mit dem besten Plus/Minus-Wert, ein Indikator für Offensiv- als auch Defensivqualitäten, wurde 1992 an Paul Ysebaert verliehen, der die Liga mit einem Wert von +44 anführte. Der Russe Wladimir Konstantinow setzte sich in dieser Wertung vier Jahre später mit +60 an die Spitze und 2002 sicherte sich Veteran Chris Chelios die Trophäe. 2008 war es Pawel Dazjuk, der statistisch gesehen die beste Kombination aus Offensiv- und Defensivspiel zeigte.
- 1992 – Paul Ysebaert
- 1996 – Wladimir Konstantinow
- 2002 – Chris Chelios
- 2008 – Pawel Dazjuk

Vezina Trophy: Die bis 1981 für die wenigsten Gegentore verliehene Trophäe, die seit 1982 der beste Torhüter der NHL erhält, wurde 1937 an Normie Smith vergeben. Einer der Hauptgründe, dass die Red Wings in der regulären Saison 1942/43 trotz des zweitschlechtesten Angriffs die beste Mannschaft waren, war Johnny Mowers, der nur 124 Gegentreffer zuließ. 1952 und 1953 gewann Terry Sawchuk mit je 133 Gegentreffern die Auszeichnung und 1955 bekam er die Trophäe ein drittes Mal, als die Red Wings ein Gegentor weniger erhielten als die Toronto Maple Leafs.
- 1937 – Normie Smith
- 1943 – Johnny Mowers
- 1952 – Terry Sawchuk
- 1953 – Terry Sawchuk
- 1955 – Terry Sawchuk

William M. Jennings Trophy: Seit 1982 wird diese Trophäe als Auszeichnung für die wenigsten Gegentreffer verliehen und 1996 gewann das Torhütergespann mit Chris Osgood und Mike Vernon die Trophäe erstmals für die Detroit Red Wings, da sie 27 Gegentreffer weniger kassierten als die zweitbeste Defensive der Liga. Zwölf Jahre später gewann erneut Osgood die Trophäe, diesmal zusammen mit Dominik Hašek.
- 1996 – Chris Osgood, Mike Vernon
- 2008 – Chris Osgood, Dominik Hašek

NHL All-Rookie Team: In die Auswahl mit den besten Neuprofis der vergangenen Saison schaffte es 1984 Steve Yzerman, der die Rookies dieses Jahrgangs mit 87 Punkten anführte. 1991 gehörte der russische Stürmer Sergei Fjodorow zu den besten sechs Debütanten und im Jahr darauf stellten die Red Wings mit Nicklas Lidström und Wladimir Konstantinow die gesamte Abwehr der Auswahl. 2003 gelang dem schwedischen Angreifer Henrik Zetterberg als fünften Red-Wings-Spieler der Sprung in das All-Star Team der Neuprofis. 2010 folgte Jimmy Howard, bevor die Red Wings im Jahre 2022 mit Moritz Seider und Lucas Raymond mit gleich zwei Akteuren vertreten waren.
- 1984 – Steve Yzerman
- 1991 – Sergei Fjodorow
- 1992 – Nicklas Lidström
- 1992 – Wladimir Konstantinow
- 2003 – Henrik Zetterberg
- 2010 – Jimmy Howard
- 2022 – Moritz Seider & Lucas Raymond

### Franchiserekorde

#### Karriere
|                                   | Name            | Anzahl                                        |
| --------------------------------- | --------------- | --------------------------------------------- |
| Meiste Spiele                     | Gordie Howe     | 1.687 (in 25 Spielzeiten)                     |
| Meiste aufeinanderfolgende Spiele | Alex Delvecchio | 548 (13. Dezember 1956 bis 11. November 1964) |
| Meiste Tore                       | Gordie Howe     | 786                                           |
| Meiste Vorlagen                   | Steve Yzerman   | 1.063                                         |
| Meiste Punkte                     | Gordie Howe     | 1.809 (786 Tore + 1.023 Vorlagen)             |
| Meiste Strafminuten               | Bob Probert     | 2.090                                         |
| Meiste Shutouts                   | Terry Sawchuk   | 85                                            |

#### Saison
|                               | Name             | Anzahl                      | Saison          |
| ----------------------------- | ---------------- | --------------------------- | --------------- |
| Meiste Tore                   | Steve Yzerman    | 65                          | 1988/89         |
| Meiste Vorlagen               | Steve Yzerman    | 90                          | 1988/89         |
| Meiste Punkte                 | Steve Yzerman    | 155 (65 Tore + 90 Vorlagen) | 1988/89         |
| Meiste Punkte als Rookie      | Steve Yzerman    | 87 (39 Tore + 48 Vorlagen)  | 1983/84         |
| Meiste Punkte als Verteidiger | Nicklas Lidström | 80 (16 Tore + 64 Vorlagen)  | 2005/06         |
| Meiste Strafminuten           | Bob Probert      | 398                         | 1987/88         |
| Meiste Siege als Torhüter     | Terry Sawchuk    | 44                          | 1950/51 1951/52 |

## Trainer

### Frühe Jahre und Original Six (1924 bis 1968)
Erster Trainer des Franchise war Art Duncan, der als Spielertrainer auftrat und noch während der Premierensaison von Duke Keats abgelöst wurde, der das Traineramt aber nur elf Spiele bis zum Saisonende bekleidete. Im Sommer 1927 übernahm der damals 32-jährige Jack Adams die Mannschaft, nachdem er erst kurz zuvor seine Spielerkarriere beendet hatte. Die Mannschaft, die bis 1930 noch Detroit Cougars hieß, ehe sie in Detroit Falcons umbenannt wurde und zwei Jahre später den heutigen Namen erhielt, erreichte in den ersten vier Jahren unter Adams nur einmal die Playoffs, doch danach gelang der Mannschaft für lange Zeit fast immer die Qualifikation. 1934 zogen sie zum ersten Mal in ihrer Geschichte ins Stanley-Cup-Finale und gewannen die Trophäe erstmals 1936, worauf in der nächsten Saison die direkte Titelverteidigung folgte. Zwischen 1941 und 1945 führte Jack Adams die Red Wings in fünf Spielzeiten viermal ins Finale und sie gewannen in dieser Zeit den dritten Stanley Cup unter seiner Leitung. 1947 trat Jack Adams nach 20 Jahren als Trainer zurück, um sich auf seine Aufgaben als General Manager des Teams zu konzentrieren. Noch heute ist er mit 413 Siegen der erfolgreichste Trainer in der Geschichte der Detroit Red Wings.
| Name | Saison           | Reguläre Saison | Reguläre Saison | Reguläre Saison | Reguläre Saison | Reguläre Saison | Reguläre Saison | Playoffs | Playoffs | Playoffs |
| Name | Saison           | GC              | W               | L               | T               | Pts             | Pts %           | GC       | W        | L        |
| --- | ---------------- | --------------- | --------------- | --------------- | --------------- | --------------- | --------------- | -------- | -------- | -------- |
| Art Duncan | 1926/27*         | 33              | 10              | 21              | 2               | 22              | .333            | –        | –        | –        |
| Duke Keats | 1926/27*         | 11              | 2               | 7               | 2               | 6               | .273            | –        | –        | –        |
| Jack Adams | 1927/28–1946/47  | 964             | 413             | 390             | 161             | 987             | .511            | 101      | 51       | 50       |
| Tommy Ivan | 1947/48–1953/54  | 470             | 262             | 118             | 90              | 614             | .653            | 67       | 36       | 31       |
| Jimmy Skinner | 1954/55–1957/58* | 247             | 123             | 78              | 46              | 292             | .591            | 26       | 14       | 12       |
| Sid Abel | 1957/58*–1967/68 | 704             | 286             | 306             | 112             | 684             | .486            | 65       | 29       | 36       |
| Abkürzungen: GC = Spiele, W = Siege, L = Niederlagen, T = Unentschieden, OTL = Niederlagen nach Overtime, Pts = Punkte, Pts % = Punktquote * Wechsel während der Saison |                  |                 |                 |                 |                 |                 |                 |          |          |          |

Adams Nachfolger wurde Tommy Ivan, der bis dahin das Farmteam der Red Wings, die Indianapolis Capitals aus der American Hockey League, trainiert hatte. Ivan hatte einen guten Start in der NHL und zog mit Detroit gleich in seinen ersten beiden Spielzeiten ins Stanley-Cup-Finale ein. Dort unterlagen sie aber beide Male den Toronto Maple Leafs, ehe es den Red Wings in Ivans dritter Saison gelang den Pokal zu gewinnen. In den folgenden vier Jahren folgten weitere zwei Meisterschaften, doch im Sommer 1954 wechselte Ivan zu Ligakonkurrent Chicago Blackhawks.
Jimmy Skinner übernahm daraufhin den Trainerposten und führte die Red Wings direkt zu einem weiteren Stanley-Cup-Erfolg, der gleichzeitig aber auch der letzte für über vier Jahrzehnte sein sollte. 1956 zog die Mannschaft aber ein weiteres Mal ins Finale ein, wo sie den Montréal Canadiens unterlagen. Nachdem die Red Wings in der Saison 1956/57 in der regulären Saison noch die Spitzenposition belegt hatten, gewannen sie in der darauf folgenden Spielzeit nur 13 von 37 Spielen. Skinner räumte während der laufenden Saison seinen Platz aus gesundheitlichen Gründen und Sid Abel, der lange Zeit als Spieler in Detroit aktiv war, wurde neuer Trainer der Red Wings.
Abel gelang es, dass sich das Team doch noch für die Playoffs qualifizieren konnten. Doch 1958/59, als er die Mannschaft zum ersten Mal über eine gesamte Saison betreute, verpassten sie erstmals seit über 20 Jahren die Qualifikation für die Endrunde. Die folgenden neun Jahre waren geprägt von gemischten Leistungen der Mannschaft. Zwar konnten die Red Wings viermal ins Stanley-Cup-Finale einziehen, doch waren die Ergebnisse in der regulären Saison oft nur durchschnittlich und dreimal verpasste man sogar den Einzug in die Playoffs.
1968 trat Sid Abel schließlich als Trainer zurück, blieb dem Franchise aber als General Manager erhalten.

### Expansion-Jahre (1968 bis 1982)
Mit dem Beginn der Expansion im Jahr 1967 der NHL und der Aufstockung um immer mehr Mannschaften in den folgenden Jahren gerieten die Detroit Red Wings in eine schwere Krise. 1968 hatte Bill Gadsby das Traineramt des zurückgetretenen Sid Abel übernommen, doch begann seine Amtszeit gleich mit einem Misserfolg, da die Mannschaft sich nicht für die Playoffs qualifizieren konnte. Er trainierte die Mannschaft noch weitere zwei Spiele in der folgenden Saison, ehe Sid Abel wieder das Traineramt übernahm und bis zum Ende der Spielzeit die Mannschaft betreute.
| Name            | Saison            | Reguläre Saison | Reguläre Saison | Reguläre Saison | Reguläre Saison | Reguläre Saison | Reguläre Saison | Playoffs | Playoffs | Playoffs |
| Name            | Saison            | GC              | W               | L               | T               | Pts             | Pts %           | GC       | W        | L        |
| --------------- | ----------------- | --------------- | --------------- | --------------- | --------------- | --------------- | --------------- | -------- | -------- | -------- |
| Bill Gadsby     | 1968/69–1969/70*  | 78              | 35              | 31              | 12              | 82              | .526            | –        | –        | –        |
| Sid Abel        | 1969/70*          | 74              | 38              | 21              | 15              | 91              | .615            | 4        | 0        | 4        |
| Ned Harkness    | 1970/71*          | 38              | 12              | 22              | 4               | 28              | .368            | –        | –        | –        |
| Doug Barkley    | 1970/71*–1971/72* | 51              | 13              | 31              | 7               | 31              | .324            | –        | –        | –        |
| Johnny Wilson   | 1971/72*–1972/73  | 145             | 67              | 56              | 22              | 156             | .538            | –        | –        | –        |
| Ted Garvin      | 1973/74*          | 11              | 2               | 8               | 1               | 5               | .227            | –        | –        | –        |
| Alex Delvecchio | 1973/74*–1974/75  | 147             | 50              | 76              | 21              | 121             | .412            | –        | –        | –        |
| Doug Barkley    | 1975/76*          | 26              | 7               | 15              | 4               | 18              | .346            | –        | –        | –        |
| Alex Delvecchio | 1975/76*–1976/77* | 98              | 32              | 55              | 11              | 75              | .383            | –        | –        | –        |
| Larry Wilson    | 1976/77*          | 36              | 3               | 29              | 4               | 10              | .139            | –        | –        | –        |
| Bobby Kromm     | 1977/78–1979/80*  | 231             | 79              | 111             | 41              | 199             | .431            | 7        | 3        | 4        |
| Ted Lindsay     | 1979/80*–1980/81* | 29              | 5               | 21              | 3               | 13              | .224            | –        | –        | –        |
| Wayne Maxner    | 1980/81*–1981/82* | 129             | 34              | 68              | 27              | 95              | .368            | –        | –        | –        |
| Billy Dea       | 1981/82*          | 11              | 3               | 8               | 0               | 6               | .273            | –        | –        | –        |

Auf Abel folgte die größte Durststrecke in der Geschichte der Red Wings, als sie in sieben aufeinanderfolgenden Spielzeiten die Playoffs verpassten und von 1970 bis 1977 von sieben unterschiedlichen Trainern betreut wurden. Ned Harkness, der ohne NHL-Erfahrung engagiert wurde, musste in der Saison 1970/71 bereits nach 38 Spielen gehen und wechselte ins Management. Sein Nachfolger Doug Barkley trainierte die Mannschaft nur 51 Spiele lang, ehe er in der Saison 1971/72 durch Johnny Wilson ersetzt wurde. Unter Wilson konnten die Red Wings ihr Saisonergebnis wieder deutlich verbessern, auch wenn sie die Playoffs nicht erreichten. Doch anstatt an Johnny Wilson festzuhalten, wurde er nach der Saison 1972/73 entlassen. Stattdessen setzte man Ted Gavin, der aber schon nach elf Spielen und nur zwei Siegen vom damaligen General Manager und ehemaligen Spieler Alex Delvecchio abgelöst wurde. Jedoch war auch er nicht in der Lage die Mannschaft in die Erfolgsspur zurück- oder an die Leistungen unter Johnny Wilson heranzuführen und so gab er das Traineramt nach zwei Jahren wieder ab. Doug Barkley kehrte daraufhin für eine zweite Amtszeit als Trainer zurück, aber erneut war sein Engagement nur von kurzer Dauer, da die Mannschaft nur sieben von 26 Spielen gewann. Delvecchio sprang wieder als Trainer ein, aber wieder erfolglos und während der Saison 1976/77 wurde er als Trainer und General Manager entlassen. Bis zum Ende der Spielzeit übernahm Larry Wilson, der Bruder von Johnny Wilson, das Traineramt, die Red Wings gewannen aber nur drei von 36 Partien.
Unter Bobby Kromm, der vor der Saison 1977/78 verpflichtet wurde, steigerte die Mannschaft sich schließlich und gleich in seiner Debütsaison in Detroit gelang die erste Playoff-Qualifikation nach langer Zeit. Kromm erhielt dafür den Jack Adams Award als bester Trainer der Liga. Jedoch war dies nur ein kurzfristiger Erfolg, schon in der folgenden Spielzeit rutschte die Mannschaft wieder ab und da Kromm sie nicht zurück in die Playoffs führen konnte, musste er nach fast drei Jahren kurz vor Ende der Saison 1979/80 die Red Wings verlassen. Erneut übernahm mit Ted Lindsay ein ehemaliger Spieler aus Detroit das Traineramt und erneut ohne Erfolg, sodass er nach nur fünf Siegen aus 29 Spielen durch Wayne Maxner während der Saison 1980/81 ersetzt wurde.
Auf Maxner, der die Red Wings keine zwei Jahre betreute, folgte Billy Dea, was den 14. Trainerwechsel in 14 Jahren bedeutete. Auch Dea blieb nur kurz, da er zum Ende der Saison 1981/82 nach nur elf Spielen als Trainer wieder gehen musste.

### Wiedererstarkung bis heute (seit 1982)
Nach der Übernahme des Teams durch den neuen Besitzer Mike Ilitch wurde mit Nick Polano auch ein neuer Trainer eingesetzt, der in den Jahren zuvor nur in unterklassigen Ligen Erfahrung sammeln konnte. Zwar gelang es ihm 1984 und 1985 die Red Wings zum ersten Mal nach fünf Spielzeiten wieder zurück in die Playoffs zu führen, doch wegen einer eher durchwachsenen Ausbeute von 79 Siegen in drei Saisons musste Polano im Sommer 1985 seinen Platz räumen. Sein Nachfolger Harry Neale blieb nur wenige Monate in Detroit und wurde nach 23 Niederlagen in 35 Spielen von Brad Park abgelöst, der im Jahr zuvor noch für die Red Wings gespielt hatte. Die Red Wings beendeten die Saison 1985/86 schließlich mit 40 Punkten, dem schlechtesten Wert seit 1940, als eine Spielzeit allerdings noch 32 Spiele weniger umfasste.
Jacques Demers gelang schließlich der Umschwung. Er führte die Mannschaft gleich in seiner ersten Saison in das Finale der Campbell Conference, genauso wie im Jahr darauf, als ihm zudem mit 93 Punkten das beste Ergebnis von Detroit in der regulären Saison seit 18 Jahren gelang. In beiden Spielzeiten erhielt Demers den Jack Adams Award als bester Trainer der NHL. Doch nach zwei Jahren war die Euphorie bereits verschwunden und Detroit schied nach einer durchschnittlichen Saison 1988/89 bereits in der ersten Runde der Playoffs aus. Als in der folgenden Saison sogar die Qualifikation für die Endrunde verpasst wurde, war auch die Amtszeit von Jacques Demers beendet.
Bryan Murray übernahm im Sommer 1990 die Posten als Trainer und General Manager. In seiner ersten Spielzeit gelang ihm nur eine kleine Steigerung im Vergleich zur letzten Saison unter seinem Vorgänger, doch 1991/92 führte er die Red Wings zurück unter die besten Teams und mit 98 Punkten zum besten Saisonergebnis seit 1952. Im Jahr darauf gelang ihm mit 103 Punkten gar ein neuer Franchise-Rekord. In der Sommerpause 1993 konnten die Red Wings Scotty Bowman verpflichten, der zu diesem Zeitpunkt mit 834 Siegen der erfolgreichste Trainer der NHL-Geschichte war und erst ein Jahr zuvor mit den Pittsburgh Penguins seinen sechsten Stanley Cup gewinnen konnte. Murray konzentrierte sich fortan auf seine Aufgaben als General Manager.
| Name                                                                                  | Saison           | Reguläre Saison | Reguläre Saison | Reguläre Saison | Reguläre Saison | Reguläre Saison | Reguläre Saison | Reguläre Saison | Playoffs | Playoffs | Playoffs |
| Name                                                                                  | Saison           | GC              | W               | L               | T               | OTL             | Pts             | Pts %           | GC       | W        | L        |
| ------------------------------------------------------------------------------------- | ---------------- | --------------- | --------------- | --------------- | --------------- | --------------- | --------------- | --------------- | -------- | -------- | -------- |
| Nick Polano                                                                           | 1982/83–1984/85  | 240             | 79              | 127             | 34              | –               | 192             | .400            | 7        | 1        | 6        |
| Harry Neale                                                                           | 1985/86*         | 35              | 8               | 23              | 4               | –               | 20              | .286            | –        | –        | –        |
| Brad Park                                                                             | 1985/86*         | 45              | 9               | 34              | 2               | –               | 20              | .222            | –        | –        | –        |
| Jacques Demers                                                                        | 1986/87–1989/90  | 320             | 137             | 136             | 47              | –               | 321             | .502            | 38       | 20       | 18       |
| Bryan Murray                                                                          | 1990/91–1992/93  | 244             | 124             | 91              | 29              | –               | 277             | .568            | 25       | 10       | 15       |
| Scotty Bowman                                                                         | 1993/94–2001/02  | 701             | 410             | 193             | 88              | 10              | 918             | .648            | 124      | 86       | 38       |
| Dave Lewis Barry Smith                                                                | 1998/99**        | 5               | 4               | 1               | 0               | –               | 8               | .800            | –        | –        | –        |
| Dave Lewis                                                                            | 2002/03–2004/05  | 164             | 96              | 41              | 21              | 6               | 219             | . 668           | 16       | 6        | 10       |
| Mike Babcock                                                                          | 2005/06–2014/15  | 574             | 352             | 154             | –               | 68              | 772             | .672            | 96       | 56       | 40       |
| Jeff Blashill                                                                         | 2015/16–2021/22  | 537             | 204             | 261             | –               | 72              | 480             | .447            | 5        | 1        | 4        |
| Derek Lalonde                                                                         | 2022/23–2024/25* | 198             | 89              | 86              | –               | 23              | 201             | .508            | –        | –        | –        |
| Todd McLellan                                                                         | seit 2024/25     | 48              | 26              | 18              | –               | 4               | 56              | .583            | –        | –        | –        |
| ** Die Assistenztrainer Lewis und Smith ersetzten Bowman aus gesundheitlichen Gründen |                  |                 |                 |                 |                 |                 |                 |                 |          |          |          |

Die ersten Erfolge konnten die Red Wings unter Bowmans Führung in der Saison 1994/95 verzeichnen. Detroit belegte am Ende der regulären Saison die Spitzenposition und zog erstmals seit 29 Jahren ins Stanley-Cup-Finale ein, wo sie jedoch den New Jersey Devils unterlagen. Im Jahr darauf stellten die Red Wings mit 62 Siegen einen neuen Franchise- und Ligarekord auf und in der Saison 1996/97 erreichten sie schließlich den langersehnten Triumph, als sie zum ersten Mal seit 1955 den Stanley Cup gewinnen konnten. Im Frühjahr 1998 verteidigte die Mannschaft den Titel erfolgreich. In der Saison 1998/99 kam es zu einem kurzfristigen Trainerwechsel, da Bowman aus gesundheitlichen Gründen für fünf Spiele pausieren musste und seine Assistenten Dave Lewis und Barry Smith ihn vertraten.
Nach den erfolgreichen Jahren 1997 und 1998 hielten sich die Red Wings zwar weiterhin in der Spitzengruppe der Liga auf, ein weiterer Erfolg in den Playoffs gelang ihnen in den folgenden drei Jahren jedoch nicht. 2001/02 konnte die Mannschaft zum zweiten Mal in der Amtszeit von Scotty Bowman die Marke von 50 Siegen innerhalb einer Saison durchbrechen und waren als bestes Team nach der regulären Saison einer der Hauptfavoriten für die Playoffs. Die Red Wings wurden dieser Rolle gerecht und gewannen nach einem Finalsieg über die Carolina Hurricanes den dritten Stanley Cup innerhalb von sechs Spielzeiten. Bowman beendete daraufhin nach 35 Jahren in der NHL seine Trainerkarriere. Mit 410 Siegen war er nach Jack Adams der erfolgreichste Trainer in Detroit.
Dave Lewis stieg vom Assistent zum Cheftrainer auf und konnte zumindest in der regulären Saison an die erfolgreichen Jahre unter Bowman anknüpfen. In den Playoffs 2003 und 2004 scheiterten die Red Wings aber schon vorzeitig und nach nur zwei Spielzeiten engagierte man mit Mike Babcock einen neuen Trainer, der sein Amt in der Saison 2005/06 aufnahm. In seinen ersten drei Spielzeiten konnte er jedes Mal die Marke von 50 Siegen erreichen und 2007/08 gelang ihm der große Erfolg mit dem Gewinn des Stanley Cup. Als Detroit unter Babcock in der Saison 2008/09 bereits zum vierten Mal in Folge die 50-Siege-Marke erreichte, stellten sie damit den Rekord von Scotty Bowman und den Montréal Canadiens aus den 1970er Jahren ein.
Babcock verließ die Red Wings nach der Saison 2014/15 als Cheftrainer mit der höchsten Punktausbeute der Franchise-Historie, um in gleicher Funktion für die Toronto Maple Leafs tätig zu werden. Seine Nachfolge trat Jeff Blashill als erster Amerikaner in dieser Position an, der bereits als Assistenztrainer unter Babcock sowie drei Jahre für die Grand Rapids Griffins aktiv war. Blashill leitete die Geschicke des Teams bis zum Ende der Saison 2021/22, als sein auslaufender Vertrag nicht verlängert wurde. Seine Nachfolge trat Derek Lalonde an, der das Team etwa zweieinhalb Jahre betreute und im Dezember 2024 durch Todd McLellan ersetzt wurde.

## General Manager
| Jahr      | Name                        |
| --------- | --------------------------- |
| 1926–1927 | Art Duncan                  |
| 1927–1963 | Jack Adams                  |
| 1963–1971 | Sid Abel                    |
| 1971–1974 | Ned Harkness                |
| 1974–1977 | Alex Delvecchio             |
| 1977–1980 | Ted Lindsay                 |
| 1980–1982 | Jimmy Skinner               |
| 1982–1990 | Jim Devellano               |
| 1990–1994 | Bryan Murray                |
| 1994–1997 | Jim Devellano Scotty Bowman |
| 1997–2019 | Ken Holland                 |
| seit 2019 | Steve Yzerman               |

Neben seinen Aufgaben als Spieler, Trainer und Mannschaftskapitän war Art Duncan auch erster General Manager des Franchise aus Detroit. Nachdem er aber schon nach einem Jahr das Team verlassen hatte, nahm Jack Adams, der erst kurz zuvor seine aktive Karriere bei den Ottawa Senators beendet hatte, die Geschicke der Mannschaft sowohl als Trainer als auch als General Manager in die Hand. 35 Jahre lange führte er die Geschäfte der Red Wings und baute eines der erfolgreichsten Teams der vierziger und fünfziger Jahre auf, dass unter seiner Führung insgesamt sieben Stanley Cups gewinnen konnte. Jedoch wurde Adams nach einigen Kontroversen im Jahr 1963 entlassen und Sid Abel, der zu diesem Zeitpunkt schon Trainer der Red Wings war und früher auch selbst unter Adams gespielt hatte, wurde sein Nachfolger.
Unter Abel geriet das Franchise allerdings in die größte Krise ihrer Geschichte und nachdem die Red Wings innerhalb von vier Saisons nur einmal die Play-offs erreichen konnten, wurde er 1971 durch den NHL-unerfahrenen Ned Harkness ersetzt. Doch auch unter seiner Führung konnten die Red Wings nicht wieder an die Spitze der Liga zurückkehren und seiner dreijährigen Amtszeit spielten die Mannschaft unter vier unterschiedlichen Trainern. 1974 folgte ihm Alex Delvecchio, der seine gesamte Karriere als Spieler in Detroit verbracht hatte und große Popularität genoss. Aber auch ihm gelang die Rückkehr zu alten Erfolgen nicht, stattdessen konnte man nach seinem Abschied 1977 auf insgesamt sieben Jahre ohne Playoffteilnahme zurückblicken. Sein ehemaliger Teamkamerad Ted Lindsay, mit dem er in der Production Line Erfolge feierte, übernahm daraufhin den Managerposten. Doch weder ihm noch seinem Nachfolger Jimmy Skinner gelang der Aufschwung.
1982 wurde das Franchise vom Unternehmer Mike Ilitch gekauft und als erstes wechselte er das Management aus. Als neuer General Manager wurde Jim Devellano verpflichtet, der zwar in der NHL noch nicht auf diesem Posten tätig war, aber als Scout und Assistenz-General Manager beim Aufbau der New York Islanders geholfen hatte, die in diesen Jahren die Liga dominierten. Unter seiner Führung verpflichteten die Red Wings 1983 über den NHL Entry Draft den 18-jährigen Steve Yzerman und Devellano baute um das Talent herum eine Mannschaft auf, die wieder in den Playoffs mitspielen konnte. Außerdem entwickelte er das Scouting System weiter, sodass in den folgenden Jahren immer mehr europäische Spieler nach Detroit kamen. 1990 zog sich Devellano aus dem Management zurück und übergab den Posten an Bryan Murray, der das Team in den folgenden Jahren weiter ausbaute, aber noch nicht zu den gewünschten Erfolgen führte und deshalb 1994 gehen musste. Jim Devellano sprang für weitere drei Jahre als General Manager ein und seine zweite Amtszeit wurde schließlich mit dem Stanley-Cup-Sieg 1997 gekrönt.
Ken Holland wurde sein Nachfolger und hatte bereits in den Jahren zuvor in Detroit als Assistent von Devellano gearbeitet. Holland etablierte sich in den folgenden Jahren unter den führenden GMs der Liga. Mit der Verpflichtung von hochangesehen Veteranen, wie Brett Hull, Chris Chelios, Dominik Hašek und Luc Robitaille hatte er ein gutes Gespür und seine Entscheidungen wurden durch den Stanley-Cup-Sieg 2002 bestätigt. Besonders über das Scouting baute Holland in seiner Amtszeit die Mannschaft auf, sodass mit Niklas Kronwall, Henrik Zetterberg und Pawel Dazjuk mehrere Leistungsträger des Teams über den Entry Draft verpflichtet wurden. Unter der Leitung Hollands gelang im Jahr 2008 erneut der Stanley-Cup Sieg.
Nach über 20 Jahren als General Manager übernahm Holland im April 2019 die Position des Senior Vice President, während Steve Yzerman an seine alte Wirkungsstätte zurückkehrte und fortan die Geschicke des Teams leitet. Der langjährige Kapitän sollte den eingeleiteten sportlichen Neuaufbau des Teams gestalten, nachdem die Red Wings 2018 erstmals seit 25 Jahren die Teilnahme an den Playoffs verpassten und zuvor bereits dreimal in Folge in der ersten Playoff-Runde scheiterten. Während die Red Wings zuvor lange Zeit als favorisiertes Team auf die teure Verpflichtung von erfahrenen Spieler setzten, forcierte Yzerman die Akquise von Draft-Wahlrechten und den systematischen Aufbau junger Talente. Unter seiner Leitung wurden unter anderem Moritz Seider 2019 und Lucas Raymond 2020 für die Organisation gedraftet. Yzermans Strategie des Neuafubaus wird gemeinhin als "The Yzerplan" bezeichnet.

## Spieler

### Kader der Saison 2024/25
Stand: 28. Juni 2025
| Nr. | Nat.               | Spieler           | Pos. | Geburtsdatum      | in Org. seit | Geburtsort                          |
| --- | ------------------ | ----------------- | ---- | ----------------- | ------------ | ----------------------------------- |
|     | Vereinigte Staaten | John Gibson       | G    | 14. Juli 1993     | 2025         | Pittsburgh, Pennsylvania, USA       |
| 34  | Vereinigte Staaten | Alex Lyon         | G    | 9. Dezember 1992  | 2023         | Baudette, Minnesota, USA            |
| 39  | Kanada             | Cam Talbot        | G    | 5. Juli 1987      | 2024         | Caledonia, Ontario, Kanada          |
| 8   | Kanada             | Ben Chiarot – A   | D    | 9. Mai 1991       | 2022         | Hamilton, Ontario, Kanada           |
| 77  | Schweden           | Simon Edvinsson   | D    | 5. Februar 2003   | 2022         | Kungsbacka, Schweden                |
| 56  | Schweden           | Erik Gustafsson   | D    | 14. März 1992     | 2024         | Nynäshamn, Schweden                 |
| 3   | Vereinigte Staaten | Justin Holl       | D    | 30. Januar 1992   | 2023         | Tonka Bay, Minnesota, USA           |
| 46  | Vereinigte Staaten | Jeff Petry        | D    | 9. Dezember 1987  | 2023         | Ann Arbor, Michigan, USA            |
| 53  | Deutschland        | Moritz Seider – A | D    | 6. April 2001     | 2019         | Zell (Mosel), Deutschland           |
| 48  | Schweden           | Jonatan Berggren  | RW   | 16. Juli 2000     | 2021         | Uppsala, Schweden                   |
| 37  | Vereinigte Staaten | J. T. Compher     | LW   | 8. April 1995     | 2023         | Northbrook, Illinois, USA           |
| 18  | Vereinigte Staaten | Andrew Copp – A   | C    | 8. Juli 1994      | 2022         | Ann Arbor, Michigan, USA            |
| 93  | Vereinigte Staaten | Alex DeBrincat    | RW   | 18. Dezember 1997 | 2023         | Farmington Hills, Michigan, USA     |
| 88  | Vereinigte Staaten | Patrick Kane      | RW   | 19. November 1988 | 2023         | Buffalo, New York, USA              |
| 92  | Osterreich         | Marco Kasper      | C    | 8. April 2004     | 2022         | Innsbruck, Österreich               |
| 71  | Vereinigte Staaten | Dylan Larkin – C  | C    | 30. Juli 1996     | 2015         | Waterford, Michigan, USA            |
| 14  | Vereinigte Staaten | Tyler Motte       | C    | 10. März 1995     | 2024         | Saint Clair, Michigan, USA          |
| 27  | Kanada             | Michael Rasmussen | C    | 17. April 1999    | 2017         | Vancouver, British Columbia, Kanada |
| 23  | Schweden           | Lucas Raymond     | LW   | 28. März 2002     | 2021         | Göteborg, Schweden                  |
| 15  | Vereinigte Staaten | Craig Smith       | RW   | 5. September 1989 | 2025         | Madison, Wisconsin, USA             |
| 24  | Vereinigte Staaten | Austin Watson     | LW   | 13. Januar 1992   | 2024         | Ann Arbor, Michigan, USA            |

### Mannschaftskapitäne

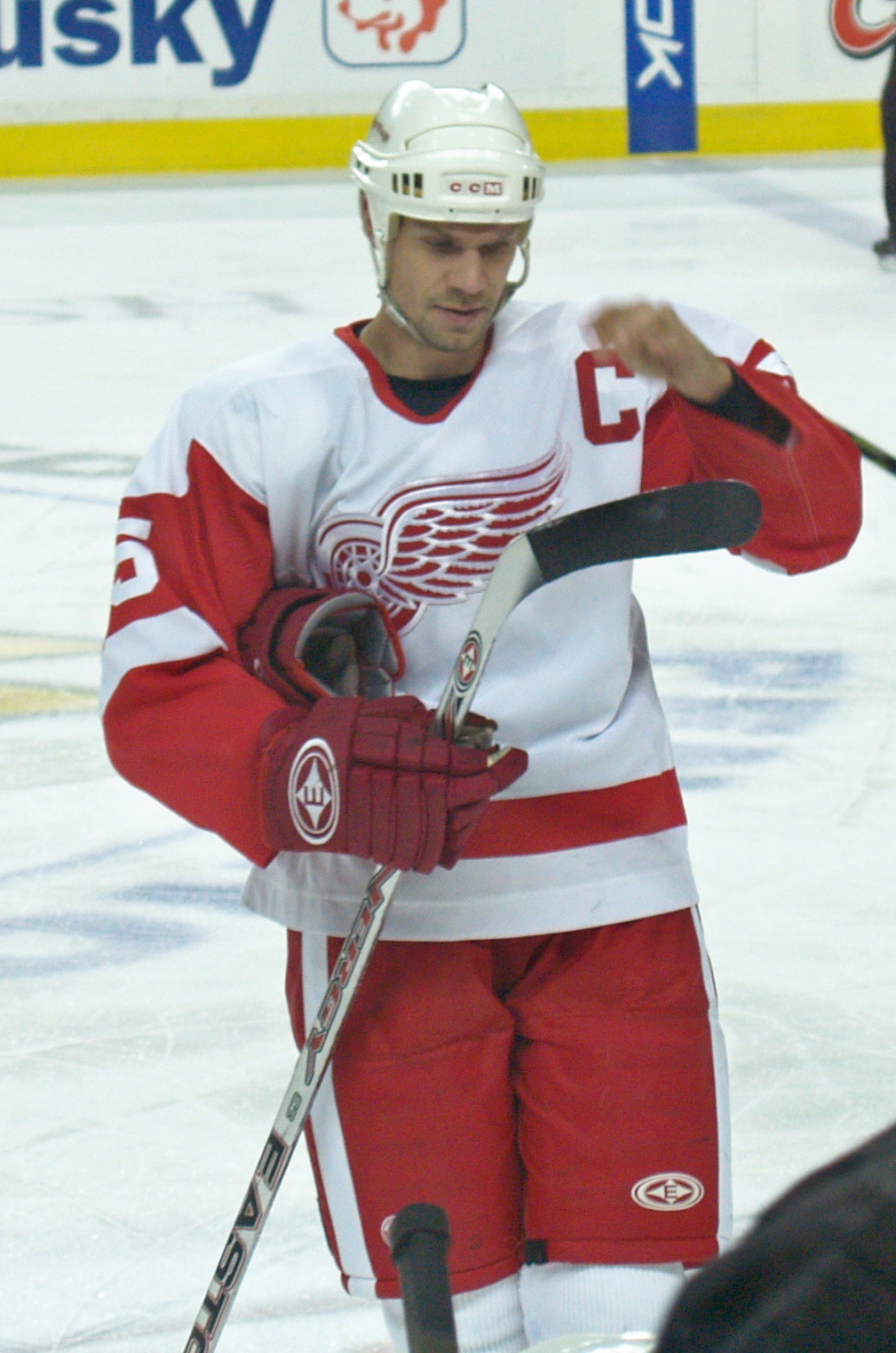
Nicklas Lidström, Mannschaftskapitän von 2006 bis 2012.

Als Spielertrainer war Art Duncan 1926 gleichzeitig auch erster Mannschaftskapitän des Franchise, verließ die Mannschaft aber schon nach einem Jahr. Die folgenden drei Spielzeiten führte Reg Noble das Team als Kapitän aufs Eis, ehe mit dem Namenswechsel des Teams von Cougars in Falcons auch das Kapitänsamt wechselte. In den folgenden fünf Saisons hatte Detroit fünf verschiedene Spielführer bis Doug Young 1935 den Posten übernahm und die Red Wings in den nächsten drei Jahren zu ihren ersten zwei Stanley-Cup-Siegen führte. Ebbie Goodfellow, der bereits für ein Jahr das „C“ getragen hatte, wurde sein Nachfolger, der das Kapitänsamt vier Jahre bekleidete.
Es folgten wieder einige Jahre mit häufig wechselnden Kapitänen, darunter auch Sid Abel, der ab 1946 zum zweiten Mal Anführer der Red Wings wurde und es bis zu seinem Wechsel zu den Chicago Black Hawks im Jahr 1952 blieb. Im folgte Ted Lindsay, der mit Abel in der erfolgreichen Production Line gespielt hatte, der das Amt 1956 an den Verteidiger Red Kelly abgab. 1958 wurde Gordie Howe, ebenfalls ein Mitglied der Production Line, Mannschaftskapitän und trug das „C“ für vier Jahre, ehe er es an seinen jüngeren Mitspieler Alex Delvecchio übergab. Delvecchio füllte das Amt über elf Jahre lang aus und somit länger als jeder anderer Spieler der Red Wings zuvor. Nachdem er während der Saison 1973/74 seine Karriere beendet hatte, entschied sich die Teamführung das Kapitänsamt unter den Spielern rotieren zu lassen, sodass über die gesamte Saison neben Delvecchio noch sechs weitere Spieler das „C“ trugen.
Es folgte wieder eine Zeit mit wechselnden Kapitänen, wozu Marcel Dionne, Dennis Hextall und Errol Thompson gehörten, die jedoch nicht lange nach ihrer Ernennung zu einer anderen Mannschaft wechselten. Erst mit Danny Gare wurde im Jahr 1982 ein Spieler gefunden, der die Rolle wieder über eine etwas längere Zeitspanne ausfüllen konnte. Gare war bereits über vier Jahre Kapitän der Buffalo Sabres gewesen und hatte somit schon Erfahrung auf diesem Gebiet sammeln können. Als er 1986 zu den Edmonton Oilers wechselte, ernannten die Red Wings den 21-jährigen Steve Yzerman zum damals jüngsten Mannschaftskapitän der NHL-Geschichte. Yzerman hatte in den Jahren zuvor gezeigt, dass er durch seine sportlichen Qualitäten die Mannschaft anführen kann, nun sollte er dies auch durch Führungsqualitäten machen. Nach elf Jahren mit Yzerman im Amt konnten die Red Wings schließlich nach langer Zeit wieder den Stanley Cup gewinnen und es folgten in den folgenden Jahren noch zwei weitere Titel. Über die Jahre hinweg etablierte sich Yzerman als Führungspersönlichkeit in der gesamten Liga und erhielt den Spitznamen The Captain. 2006 beendete Yzerman seine Karriere und somit auch seine 20 Jahre dauernde Amtszeit, die damit längste der NHL-Geschichte.
Ihm folgt der Schwede Nicklas Lidström, der für viele als konsequenter Nachfolger galt, da er als dienstältester Spieler der Red Wings schon 15 Jahre zur Mannschaft gehörte und in der Zeit vor allem sportlich eine konstante Größe war. Als erster Europäer durfte er nun das „C“ der Red Wings tragen. Lidström war bis zu seinem Karriereende 2012 Mannschaftskapitän der Red Wings. Sein Nachfolger wurde mit Henrik Zetterberg ebenfalls ein schwedischer Spieler, der das Kapitänsamt bis zu seinem verletzungsbedingten Karriereende 2018 für fünf Spielzeiten ausübte. Das Kapitänsamt blieb zunächst vakant, bis im Januar 2021 Dylan Larkin zum insgesamt 37. Kapitän der Organisation ernannt wurde.

### Mitglieder der Hockey Hall of Fame
| - Sid Abel - Jack Adams - Daniel Alfredsson - Marty Barry - Dino Ciccarelli - Chris Chelios - Paul Coffey - Pawel Dazjuk - Alex Delvecchio - Jim Devellano - Marcel Dionne - Wjatscheslaw Fetissow - Sergei Fjodorow - Bill Gadsby - Ebbie Goodfellow - Glenn Hall - George Hay - Marián Hossa - Gordie Howe - Mark Howe - Syd Howe - Brett Hull - Mike Ilitch | - Tommy Ivan - Red Kelly - Igor Larionow - Herbie Lewis - Ted Lindsay - Harry Lumley - Frank Mahovlich - Larry Murphy - Václav Nedomanský - Adam Oates - Marcel Pronovost - Bill Quackenbush - Luc Robitaille - Terry Sawchuk - Brendan Shanahan - Jack Stewart - Tiny Thompson - Norm Ullman - Rogatien Vachon - Mike Vernon - Carl Voss - Steve Yzerman |

### Gesperrte Trikotnummern
| Nr. | Name                  | Sperrungsdatum             |
| --- | --------------------- | -------------------------- |
| 1   | Terry Sawchuk         | 6. März 1994               |
| 4   | Red Kelly             | 1. Februar 2019            |
| 5   | Nicklas Lidström      | 6. März 2014               |
| 6   | Larry Aurie           | 1939 (inoffiziell)         |
| 7   | Ted Lindsay           | 10. November 1991          |
| 9   | Gordie Howe           | 12. März 1972              |
| 10  | Alex Delvecchio       | 10. November 1991          |
| 12  | Sid Abel              | 29. April 1995             |
| 16  | Wladimir Konstantinow | 1997 (inoffiziell)         |
| 19  | Steve Yzerman         | 2. Januar 2007             |
| 99  | Wayne Gretzky         | 6. Februar 2000 (ligaweit) |

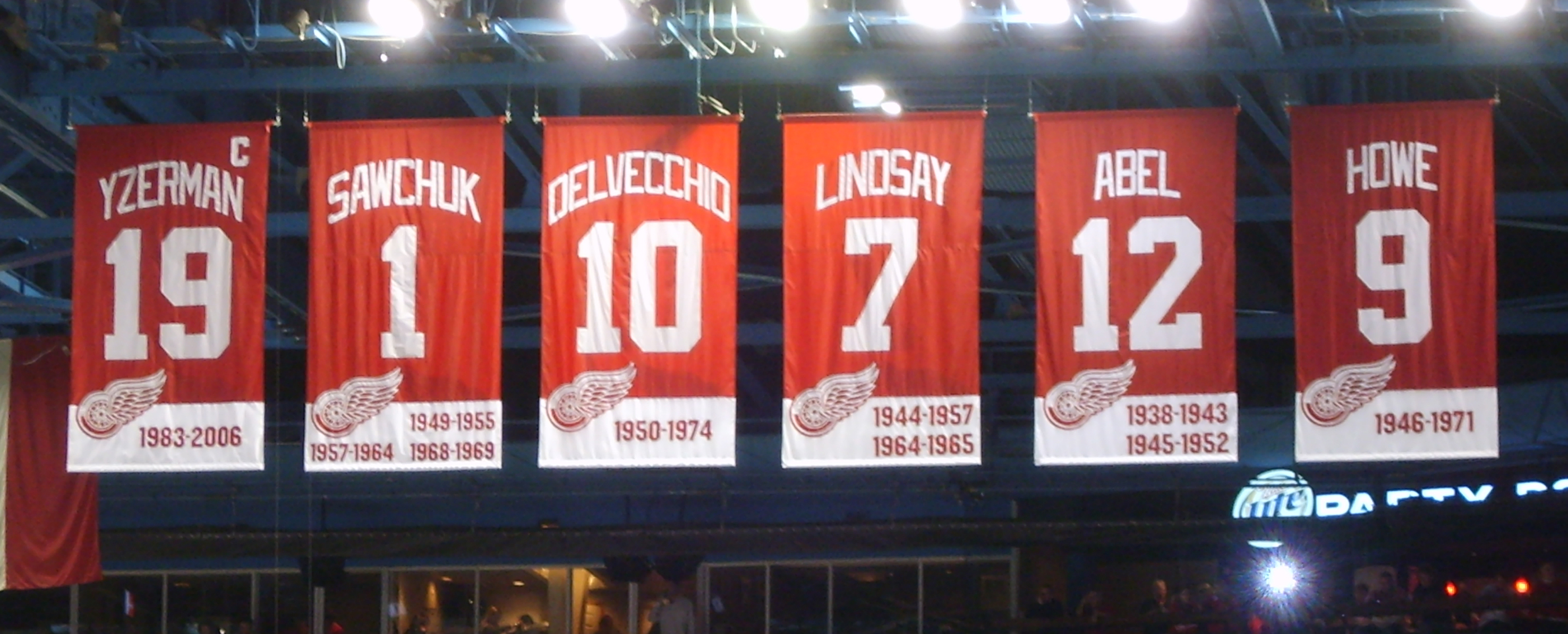
Die Banner der gesperrten Nummern in der Joe Louis Arena

1971 beendete Gordie Howe nach 25 Jahren und vier Stanley-Cup-Siegen seine Karriere bei den Detroit Red Wings, woraufhin seine Nummer 9 als erste eines Red-Wings-Spielers gesperrt wurde. Neben sechs Hart Memorial Trophys und Art Ross Trophys stellte er NHL-Rekorde für die meisten Spiele, Tore, Assists und Punkte auf, von denen er immer noch den Rekord für die meisten Spiele hält. Zwei Jahre nach seinem Karriereende in Detroit setzte er seine Laufbahn bei anderen Mannschaften bis 1980 fort und ging schließlich mit 52 Jahren in Ruhestand.
Am 10. November 1991 wurde die Nummer 7 von Ted Lindsay und die Nummer 10 von Alex Delvecchio gesperrt. Ted Lindsay spielte in den 1940er und 1950er Jahren auf der Position des linken Flügelstürmers in der als Production Line berühmt gewordenen Angriffsreihe um Gordie Howe und gewann viermal den Stanley Cup. 1950 erhielt er die Art Ross Trophy als bester Scorer und wurde im Laufe seiner Karriere neunmal in die All-Star Teams berufen. Alex Delvecchio nahm Anfang der fünfziger Jahre die Position als Center in der Production Line ein und gewann mit Detroit noch im selben Jahrzehnt dreimal den Stanley Cup. In den sechziger und siebziger Jahre führte er die Red Wings in zwölf Saisons als Mannschaftskapitän aufs Eis, ehe er 1973 seine Karriere nach fast 23 Jahren in Detroit beendete. Dreimal war er während seiner Laufbahn mit der Lady Byng Memorial Trophy für sein faires Spiel ausgezeichnet worden.
Die Nummer 1 des Torhüters Terry Sawchuk wurde im Frühjahr 1994 gesperrt. 14 Saisons hatte Sawchuk in Detroit absolviert, zweimal unterbrochen durch Engagements bei anderen Mannschaften. Viermal gewann er im Laufe seiner Karriere den Stanley Cup, drei der Trophäen mit den Red Wings. Neben der Calder Memorial Trophy im Jahr 1951 als bester Rookie, gewann er dreimal die Vezina Trophy für die wenigsten Gegentreffer und wurde siebenmal in die All-Star Teams gewählt. Im Mai 1970 starb Terry Sawchuk an den Folgen einer Auseinandersetzung mit einem Teamkollegen bei den New York Rangers. Die Ehrung geschah somit postum.
Mit der Nummer 12 von Sid Abel wurde im April 1995 die letzte Nummer eines Mitglieds der Production Line gesperrt. 1938 begann er seine Karriere in Detroit und spielte in der berühmten Angriffsreihe von 1947 bis 1952 auf der Position des Centers mit Howe und Lindsay als Flügelstürmer, ehe er zu den Chicago Blackhawks wechselte und dort 1954 seine Karriere beendete. Zudem war er acht Jahre lang Mannschaftskapitän der Red Wings, gewann drei Stanley Cups und wurde 1949 als wertvollster Spieler mit der Hart Memorial Trophy ausgezeichnet. Nach seiner aktiven Laufbahn betreute er die Red Wings außerdem elf Jahre lang als Cheftrainer.
Anfang 2007 wurde mit der Nummer 19 von Steve Yzerman die Nummer eines Spielers einer deutlich jüngeren Ära gesperrt. Yzerman war 1983 als erster Spieler unter dem neuen Teambesitzer Mike Ilitch gedraftet worden und führte die Red Wings aus einer fast über 40 Jahre dauernden erfolglosen Zeit wieder zurück zu alten Erfolgen, als er mit ihnen zwischen 1997 und 2002 dreimal den Stanley Cup gewann. Von 1986 bis 2006 war Yzerman Kapitän der Red Wings und somit länger als jeder andere Spieler der NHL, weshalb neben seiner Nummer auch ein „C“ auf seinem Banner an der Hallendecke der Joe Louis Arena zu sehen ist. Zudem wurde er mit dem Lester B. Pearson Award als bester Spieler der NHL und mit der Conn Smythe Trophy als wertvollster Spieler der Play-offs ausgezeichnet. Kein Spieler der Detroit Red Wings hat mehr Assists erzielt als er und nur Gordie Howe erzielte mehr Punkte und Tore für die Red Wings. Am 6. März 2014 wurde die Nummer 5 von Nicklas Lidström gesperrt. Die Sperrung der Rückennummer von Nicklas Lidström ist bis heute die einzige in der Franchisegeschichte, bei welchem der Spieler auch Teil des Triple Gold Club ist. Dies war zudem auch die letzte Nummer die in der Joe Louis Arena gesperrt wurde. Am 1. Februar 2019 wurde die Nummer 4 von Red Kelly gesperrt. Seine Nummer wurde schon von den Toronto Maple Leafs gesperrt und war zudem die erste Nummer, welche im Little Caesars Arena gesperrt wurde.
Die gesperrten Nummern der Spieler hängen als Banner an der Hallendecke der Little Caesars Arena, da die Joe Louis Arena Anfang 2020 abgerissen wurde, und werden an keinen Spieler der Detroit Red Wings mehr vergeben.
Außerdem wird die Nummer 6 von Larry Aurie und die Nummer 16 von Wladimir Konstantinow inoffiziell nicht mehr vergeben. Eigentlich war Larry Auries Nummer die erste, die von den Detroit Red Wings 1939 gesperrt wurde, doch es wurde nie ein Banner mit seiner Nummer aufgehängt. Von 1975 an wurde zudem in jeder Jahresausgabe des NHL Guide and Record Book die Nummer 6 von Aurie als offiziell gesperrt aufgeführt, ehe Teambesitzer Mike Ilitch die NHL 2000 aufforderte Auries Nummer fortan nicht mehr als gesperrt zu listen. Die Trikotnummer wurde trotzdem von keinem Spieler mehr getragen.
Wladimir Konstantinow spielte ab 1991 bei den Detroit Red Wings. Er hatte auf Grund seiner körperlich harten und aggressiven Spielweise einen großen Anteil am Stanley-Cup-Gewinn 1997 und gehörte damals zu den besten Verteidigern der Liga. Wenige Tage nach dem Triumph verunglückte er im Laufe der Feierlichkeiten bei einem Autounfall schwer und trug schwere Gehirnschäden davon, die sein Erinnerungs- und Sprachvermögen fast vollständig zerstörten. Nach mehreren Jahren im Rollstuhl kann sich Konstantinow mittlerweile mit einer Gehilfe fortbewegen. Zu seinen Ehren trägt kein Spieler mehr das Trikot mit der Nummer 16.
Außerdem ist die berühmte Nummer 99 des Kanadiers Wayne Gretzky ligaweit seit dem 6. Februar 2000 gesperrt.

### Top-10-Wahlrechte im NHL Entry Draft
| Name           | Jahr | Draft-Position |
| -------------- | ---- | -------------- |
| Jim Rutherford | 1969 | 10.            |
| Marcel Dionne  | 1971 | 2.             |
| Bill Lochead   | 1974 | 9.             |
| Rick Lapointe  | 1975 | 5.             |
| Fred Williams  | 1976 | 4.             |
| Dale McCourt   | 1977 | 1.             |
| Willie Huber   | 1978 | 9.             |
| Mike Foligno   | 1979 | 3.             |
| Steve Yzerman  | 1983 | 4.             |

| Name              | Jahr | Draft-Position |
| ----------------- | ---- | -------------- |
| Shawn Burr        | 1984 | 7.             |
| Brent Fedyk       | 1985 | 8.             |
| Joe Murphy        | 1986 | 1.             |
| Keith Primeau     | 1990 | 3.             |
| Martin Lapointe   | 1991 | 10.            |
| Michael Rasmussen | 2017 | 9.             |
| Filip Zadina      | 2018 | 6.             |
| Moritz Seider     | 2019 | 6.             |
| Lucas Raymond     | 2020 | 4.             |

| Name            | Jahr | Draft-Position |
| --------------- | ---- | -------------- |
| Simon Edvinsson | 2021 | 6.             |
| Marco Kasper    | 2022 | 8.             |
| Nate Danielson  | 2023 | 9.             |

21 Mal konnten sie bereits als eine der ersten zehn Mannschaften einen Spieler auswählen und zweimal hatten sie das erste Wahlrecht im Draft. 1969 wählten sie an zehnter Stelle Jim Rutherford aus, der einige Jahre als Stammtorhüter aktiv war, dem aber die nötige Konstanz fehlte, um sich über lange Zeit auf dem Posten zu halten. Im NHL Amateur Draft 1971 wählten sie an zweiter Position Marcel Dionne aus, der sich schnell zu einem Superstar entwickelte, jedoch schon nach vier Jahren die Red Wings verließ, weil ihm die Los Angeles Kings mehr Geld boten.
Bill Lochead, der 1974 an neunter Stelle ausgewählt wurde, war zwar ein solider Stürmer, konnte sich aber nicht dauerhaft im NHL-Kader durchsetzen und spielte die letzten acht Jahre seiner Karriere in Deutschland. Im Jahr darauf wurde Rick Lapointe an fünfter Stelle gedraftet, blieb aber nur eineinhalb Saisons in Detroit und spielte fast zehn Jahre für andere NHL-Teams. Kein Glück hatten die Red Wings im NHL Amateur Draft 1976 mit Fred Williams, der im Laufe seiner Karriere nicht über 44 Spiele hinaus kam.
Ihren ersten First overall-Pick hatten die Red Wings 1977 und wählten Dale McCourt aus. McCourt entwickelte sich sofort zu einem guten Scorer, wurde aber 1981 zu den Buffalo Sabres transferiert, wo er nicht mehr an seine Leistungen bei den Red Wings anknüpfen konnte. Mit zu diesem Transfer gehörte aus Mike Foligno, der 1979 an dritter Stelle ausgewählt wurde und im Laufe seiner Karriere über 1.000 Spiele in der NHL bestritt. Im Jahr zuvor hatten sie mit Willie Huber einen kanadischen Verteidiger deutscher Abstammung an neunter Stelle gedraftet, der auch nur vier Jahre in Detroit blieb, in der Zeit jedoch gute Leistungen brachte.
1983 trafen die Red Wings ihre vielleicht wichtigste Entscheidung im Draft, als sie Steve Yzerman an vierter Position auswählten. Yzerman gehörte 23 Jahre den Red Wings an und führte sie als Mannschaftskapitän aus der größten Krise ihres Bestehens zu drei Stanley-Cup-Triumphen.
Shawn Burr wurde 1984 an siebter Stelle gedraftet und gehörte als defensivorientierter Stürmer zehn Jahre zum Kader der Red Wings. Mit Brent Fedyk im folgenden Jahr wählten sie einen Spieler aus, der Probleme hatte sich dauerhaft in der NHL durchzusetzen und wurde schließlich an die Philadelphia Flyers abgegeben. 1986 hatten die Red Wings ihren zweiten First overall-Draftpick und wählten damit Joe Murphy aus, der jedoch die Erwartungen nicht erfüllen konnte und an die Edmonton Oilers abgegeben wurde, wo er den Stanley Cup gewann.
Mehr Erfolg hatten sie bei der Wahl von Keith Primeau an dritter Stelle des NHL Entry Draft 1990, der sowohl in der Offensive als auch in der Defensive Akzente setzen konnte. Martin Lapointe, der 1991 an zehnter Position ausgewählt wurde, gewann mit den Red Wings zweimal den Stanley Cup und ist der bis jetzt letzte Top-10-Draftpick der Red Wings.
Doch auch in späteren Runden ausgewählte Spieler sollten großen Anteil an den Erfolgen der Red Wings haben, wie Nicklas Lidström oder Sergei Fjodorow, die 1989 in der dritten und vierten Runde gedraftet wurden und sich zu Superstars entwickelt haben. Gerade die erste Angriffsreihe aus der Saison 2006/07 bestand aus drei Stürmern, die sehr spät im Draft ausgewählt wurden. Tomas Holmström an Position 257, Henrik Zetterberg an Position 210 und Pawel Dazjuk an 171. Stelle. Trotzdem haben sie sich unter den besten Spielern der NHL etabliert.

### Franchise-Top-Punktesammler
Die zehn besten Punktesammler in der Geschichte des Franchise bis zum Ende der regulären Saison 2024/25 und der Playoffs 2025.
| Name              | Pos | Saison          | GP   | G   | A    | Pts  | P/G  |
| ----------------- | --- | --------------- | ---- | --- | ---- | ---- | ---- |
| Gordie Howe       | RW  | 1946/47–1970/71 | 1687 | 786 | 1023 | 1809 | 1,07 |
| Steve Yzerman     | C   | 1983/84–2005/06 | 1514 | 692 | 1063 | 1755 | 1,16 |
| Alex Delvecchio   | C   | 1950/51–1973/74 | 1550 | 456 | 825  | 1281 | 0,83 |
| Nicklas Lidström  | D   | 1991/92–2011/12 | 1564 | 264 | 878  | 1142 | 0,73 |
| Henrik Zetterberg | C   | 2002/03–2017/18 | 1082 | 337 | 623  | 960  | 0,89 |
| Sergei Fjodorow   | C   | 1990/91–2002/03 | 908  | 400 | 554  | 954  | 1,05 |
| Pawel Dazjuk      | C   | 2001/02–2015/16 | 953  | 314 | 604  | 918  | 0,96 |
| Norm Ullman       | C   | 1955/56–1967/68 | 875  | 324 | 434  | 758  | 0,87 |
| Ted Lindsay       | LW  | 1944/45–1964/65 | 862  | 335 | 393  | 728  | 0,85 |
| Brendan Shanahan  | LW  | 1996/97–2005/06 | 716  | 309 | 324  | 633  | 0,88 |

| Name              | Pos | GP  | G  | A   | Pts | P/G  |
| ----------------- | --- | --- | -- | --- | --- | ---- |
| Steve Yzerman     | C   | 196 | 70 | 115 | 185 | 0,94 |
| Nicklas Lidström  | D   | 263 | 54 | 129 | 183 | 0,70 |
| Sergei Fjodorow   | C   | 162 | 50 | 113 | 163 | 1,01 |
| Gordie Howe       | RW  | 154 | 67 | 91  | 158 | 1,03 |
| Henrik Zetterberg | C   | 137 | 57 | 63  | 120 | 0,88 |
| Pawel Dazjuk      | C   | 157 | 42 | 71  | 113 | 0,72 |
| Alex Delvecchio   | C   | 121 | 35 | 69  | 104 | 0,86 |
| Tomas Holmström   | LW  | 180 | 46 | 51  | 97  | 0,54 |
| Ted Lindsay       | LW  | 123 | 44 | 44  | 88  | 0,72 |
| Johan Franzén     | RW  | 107 | 42 | 39  | 81  | 0,76 |